# Front Row Motorsports
Front Row Motorsports es un equipo de carreras de autos stock profesional estadounidense que actualmente compite en la NASCAR Cup Series y NASCAR Gander RV & Outdoors Truck Series. El equipo comenzó a correr a tiempo parcial en 2004 como Means-Jenkins Motorsports en asociación con Jimmy Means y el empresario de restaurantes Bob Jenkins, y Jenkins se convirtió en el propietario completo del equipo en 2005. En la Serie de la Copa, FRM actualmente presenta dos equipos Ford Mustang GT a tiempo completo: el No. 34 para Michael McDowell y el No. 38 para Anthony Alfredo . En la Serie de Camionetas, presentan la Ford F-150 No. 38 para Todd Gilliland.
Front Row Motorsports se ha hecho conocido como uno de los equipos de bajo presupuesto más prominentes en la Cup Series, que opera con alrededor de 60 empleados en una fracción del presupuesto de los equipos más grandes, y con equipos que a menudo provienen de otros equipos de Ford como Roush-Fenway Racing. El equipo ha tenido problemas en la mayoría de las pistas intermedias, sin embargo, desde 2011, el equipo se ha destacado por su desempeño en Superspeedways y, en menor medida, en pistas cortas, que dependen menos del rendimiento aerodinámico. Esta reputación ha crecido desde la contratación del destacado corredor de placas restrictivas David Ragan en 2012, quien ganó la primera carrera del equipo en Talladega. el próximo año con la ayuda de otro piloto de placas experto, David Gilliland.
El equipo ha recibido equipo de Roush Fenway Racing desde 2010 y comenzó una alianza técnica con Roush en 2016. El equipo también comenzó a recibir soporte técnico de Ford a partir de 2016, después de recibir datos limitados de Ford desde 2010.
El equipo recibió los activos de BK Racing el 21 de agosto de 2018, después de que el ex propietario Ron Devine y un fideicomisario de Union First Bank pusieran al equipo a licitación. Después de comprar los activos, utilizaron un auto No. 23 durante el resto de la temporada, conducido principalmente por JJ Yeley de NY Racing. Después de que terminó la temporada 2018, este equipo se convirtió en el equipo número 36 en 2019.

## Bob Jenkins
Robert "Bob" Jenkins, el propietario total del equipo desde 2005, reside en Dandridge, Tennessee, y es conocido por su participación en el Yum! Marcas familiares de restaurantes. No debe confundirse con el locutor de deportes de motor del mismo nombre . Jenkins actualmente posee alrededor de 150 franquicias, incluidas muchas ubicaciones de Taco Bell, Long John Silver's y A&W. Jenkins también es propietaria de Morristown Driver's Services (MDS) , un proveedor de logística externo de servicio completo que se especializa en todas las fases de la gestión del transporte. Su familia también es propietaria de Jenkin's Insurance en Dandridge.
Jenkins comenzó su carrera en NASCAR como patrocinador de una entrada de la serie Busch (ahora Serie Xfinity) impulsada por Brad Teague y presentada por el dueño Jimmy Means. Jenkins comenzó a presentar entradas para la Serie de la Copa en 2004 con Means, asumiendo la propiedad total del equipo en 2005.
El Yum! Las marcas, en particular Taco Bell y Long John Silver's, así como MDS, a menudo aparecen en los autos de Front Row cuando el equipo no tiene un patrocinador externo, con fondos provenientes del propio Jenkins.
La tienda del equipo se encuentra actualmente en Mooresville, Carolina del Norte, en la tienda que solía albergar MDM Motorsports y Ranier Racing.

## Identidad visual
Como se señaló, el equipo ha utilizado las franquicias de Bob Jenkins como patrocinadores, ofreciendo un aspecto distintivo a muchos de sus autos. En 2006, el equipo comenzó a usar una fuente de estilo antiguo para los números de sus automóviles, siguiendo el modelo de los estilos utilizados por los equipos de las décadas de 1960 y 1970. Sin embargo, el equipo abandonó este estilo por una fuente de bloque redondeado más estándar en 2008. A mediados de año, los autos de la Copa volvieron a los números de estilo más antiguo, mientras que el automóvil de la Serie Nationwide usó la fuente más nueva hasta el final del año (la se utilizó una fuente retro en el auto del circuito de ruta del equipo). En 2009, el auto de Nationwide también cambió a los números de estilo más antiguo. FRM ha utilizado el estilo retro desde entonces.

## NASCAR Cup Series

### Historia del auto No. 34

#### Mach 1 Racing (2004-2005)
El automóvil No. 34 hizo su debut el 14 de marzo de 2004 en el Atlanta Motor Speedway con Todd Bodine conduciendo el automóvil como el Ford Lucas Oil No. 98 . En ese momento, el equipo era propiedad de Chris Edwards y era conocido como "Mach 1 Racing". Bodine terminó 41º después de caer en dieciséis vueltas. Bodine participó en ocho carreras con el equipo ese año, junto con su hermano Geoffrey , Larry Gunselman, Randy LaJoie, Chad Chaffin y Derrike Cope llenando las tareas de conducción ese año, conduciendo un total de 29 carreras.
En 2005, el equipo cambió los números al No. 34 y planeó correr a tiempo completo, pero debido a las limitaciones de patrocinio y el desempeño mediocre de LaJoie, el equipo solo tuvo un horario limitado. Aunque intentó muchas carreras, dos pilotos ( Ted Christopher y PJ Jones) se clasificaron para una carrera con el equipo ese año. En el otoño de 2005, el sitio web del equipo anunció que el equipo estaba a la venta, pero eso fue rápidamente rescindido. Más tarde ese año, Front Row Motorsports se mudó a su taller para operar el No. 34 además de su equipo actual.

#### Varios conductores (2006-2008)

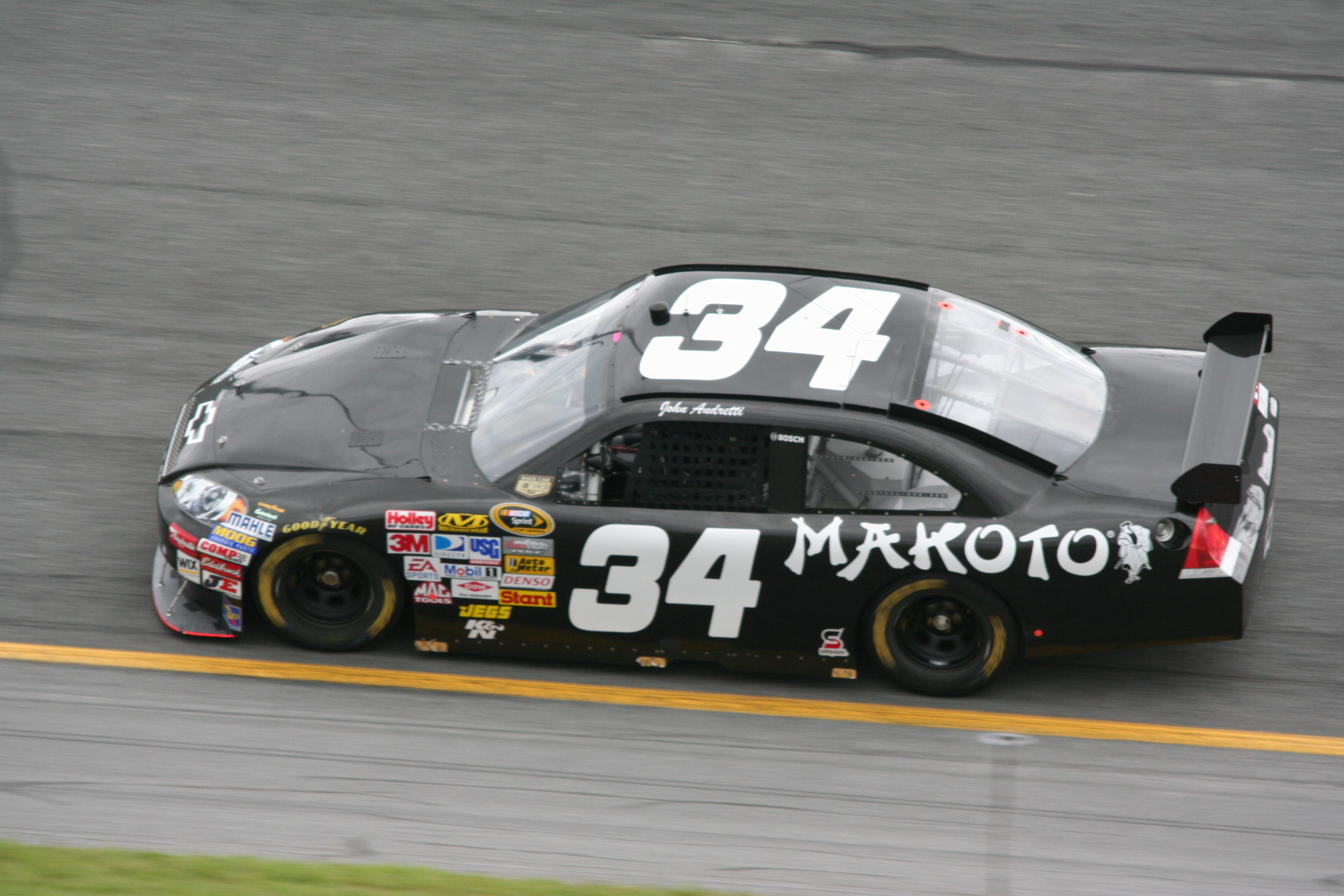
John Andretti en el No. 34 en Daytona en 2008.

El equipo combinado comenzó a correr en las 500 Millas de Daytona de 2006. Randy LaJoie intentó clasificarse para las dos primeras carreras pero no pudo. El equipo corrió con el No. 64 en Daytona pero volvió al No. 34 para la segunda carrera en California Speedway. Lajoie y su compañero de equipo Chaffin intercambiaron paseos la próxima semana en Las Vegas y Chaffin conduciría durante las próximas ocho carreras. Chaffin luego regresaría al otro auto de FRM después de la partida de Kevin Lepage a BAM Racing, una semana después de que FRM compró los puntos de propietario de Peak Fitness Racing y cambiara la numeración del No. 92 al No. 61. Chad Blount luego se haría cargo del auto No. 34 durante dos carreras, sin embargo, no pudo ingresar al campo y fue liberado. Carl Long , Greg Sacks . Lepage condujo el coche durante el resto de la temporada e hizo Martinsville, Mike Skinner intentaría las próximas tres carreras con Skinner logrando la 3M Performance 400 y terminando 37º en la vuelta del líder. Johnny Miller regresó a FRM para ejecutar el autódromo en Infineon . Después de la liberación de Blount, Long, Sacks, Chaffin, Brian Simo, Kertus Davis , Skinner y Joey McCarthy intentaron carreras para el equipo, con Long clasificando en Bristol. Lepage condujo el coche durante el resto de la temporada e hizo Martinsville.
El auto intentó estar a tiempo completo en 2007 con Lepage, pero después de perderse las primeras cuatro carreras, el equipo decidió ir a tiempo parcial con Andretti y Chaffin. Lepage intercambió lugares con Andretti y Chaffin en el No. 37 para que Lepage pudiera continuar a tiempo completo. Chaffin luego dejó el equipo a principios de 2007. Intentaron hacer otro intento de correr el No. 34 en el Texas Motor Speedway con myAutoloan.com como patrocinador, pero no pudieron calificar para la carrera.
La temporada 2008 comenzó con el No. 34 planeando correr una temporada completa. El equipo hizo las 500 Millas de Daytona con Andretti al volante y la marca Ginger Dressing de Makoto como patrocinador asociado y el apoyo del fabricante de Chevrolet. Andretti dejó el equipo para correr en las 500 Millas de Indianápolis con Roth Racing y finalmente decidió continuar en la serie. Tony Raines se clasificó para su primera carrera de la temporada en el Chevrolet Impala SS No. 34 en Dover, pero terminó 40.º después de una falla en la transmisión. El Chevy No. 34 corrió a tiempo parcial después de eso, con Chad Chaffin intentando las carreras finales para el equipo en 2008.

#### John Andretti (2009)
En 2009, John Andretti condujo el coche a tiempo completo y el equipo se asoció con Earnhardt Ganassi Racing. El equipo No. 34 recibió puntos de propietario del extinto equipo No. 15 de EGR, quedando encerrado en las primeras cinco carreras de la temporada. Para las 500 Millas de Daytona, Window World se unió como patrocinador principal, y el auto se presentó como una cuarta entrada de EGR, con el jefe de equipo de EGR, Steve Lane, y varios miembros de la tripulación de EGR atendiendo al auto. El equipo terminó 19º en la carrera. Window World terminó uniéndose al equipo durante las primeras cinco carreras de la temporada y carreras adicionales más adelante en el año. El equipo usó motores EGR en las 500 Millas de Daytona y en la carrera de primavera de Atlanta, usando Pro Motors Engines de lo contrario. Steven Lane se desempeñó como jefe de equipo a tiempo completo y algunos miembros del equipo de EGR se convirtieron en empleados permanentes. Más allá de la participación de Window World, el equipo se desarrolló principalmente sin patrocinio; Bob Jenkins, propietario del equipo, comenzó a usar el espacio del Chevrolet Impala SS No. 34 para anunciar sus restaurantes Taco Bell mientras buscaba un nuevo patrocinador principal. Andretti se perdió dos carreras mientras corría las 500 Millas de Indianápolis, y su compañero de equipo Tony Raines tomó su lugar para esos eventos. Raines rápidamente se ganó el mejor resultado en solitario del equipo hasta ese punto con un puesto 25 en Darlington. Con John de nuevo al volante, el equipo terminó 16º en la Lenox Industrial Tools 301 en New Hampshire Motor Speedway, junto con muchos otros acabados top 30 durante todo el año. En Michigan, el patrocinador de la carrera Carfax se subió al Chevrolet No. 34 como patrocinador principal. El equipo permaneció en el top 35 durante toda la temporada, lo que garantizó que el equipo comenzara las primeras cinco carreras de 2010.

#### Travis Kvapil (2010)
Para 2010, Travis Kvapil fue el conductor principal del auto No. 34 Long John Silver , con el equipo cambiando a Ford y Roush / Yates proporcionando motores y soporte para el equipo. Steve Lane regresó al equipo de Long John Silver con Kvapil. John Andretti condujo el No. 34 en el Budweiser Shootout y el 2010 Daytona 500 con Window World como patrocinador principal, con Kvapil conduciendo el No. 37 Extenze Ford en lugar del compañero de equipo novato Kevin Conway . Kvapil y el mejor resultado del equipo No. 34 de 2010 fue un 18 ° en Talladega en la primavera, y terminaron 33 ° en puntos de propietarios después de Kvapil, Andretti (ambos con el equipo de LJS), Kevin Conway y Tony Raines (ambos con Extenze / A&W Crew) corrió carreras con el número.

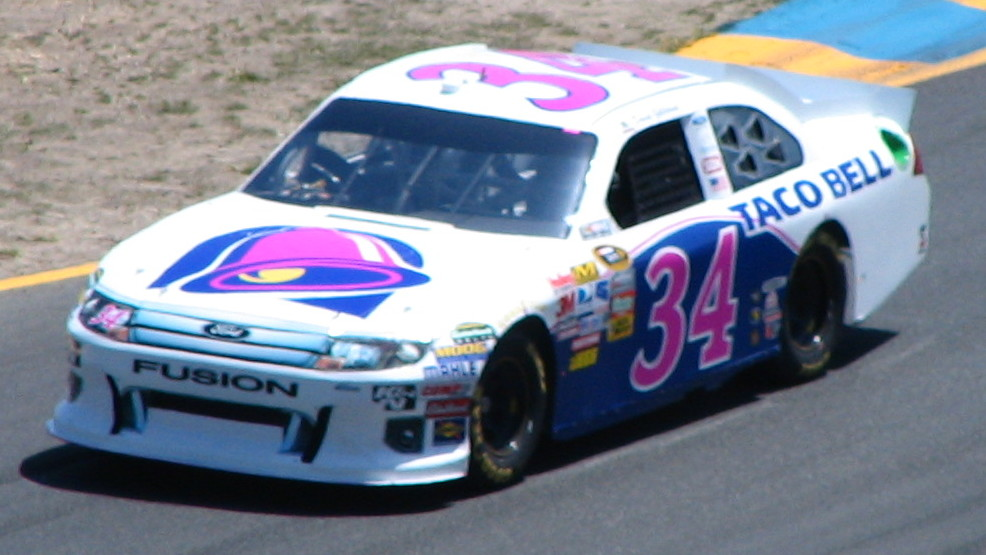
David Gilliland en el No. 34 durante el Toyota / Save Mart 350 del 2011.

#### David Gilliland (2011)
En 2011, David Gilliland regresó a Front Row Motorsports con el Ford Taco Bell No. 34 durante toda la temporada. Luego terminaría tercero en las 500 Millas de Daytona de 2011, noveno en el Aaron's 499 de 2011 y 12º en el Toyota / Save Mart 350 de 2011. El tercer puesto en Daytona fue el comienzo del notable éxito de FRM en las pistas de placas restrictivas.

#### David Ragan (2012-2015)
Para 2012, el expiloto de Roush Fenway Racing, David Ragan, condujo el coche a tiempo completo. Ragan ayudó al equipo a mejorar ligeramente, con un mejor resultado de 4º en Talladega en octubre. Logró dos resultados entre los 10 primeros a lo largo de la temporada, ambos en Talladega.
Ragan le dio al equipo su primera victoria en Talladega Superspeedway en el Aaron's 499 de 2013 en un pase de última vuelta. Junto con la ayuda de David Gilliland, el equipo pudo terminar uno-dos. La victoria también fue la primera para un automóvil que usa el No. 34 desde Wendell Scott en 1964. El equipo No. 34 mejoró más en 2013, obteniendo dieciséis resultados entre los 25 primeros, incluida la victoria, un sexto lugar en la carrera de otoño de Talladega y un 12º puesto en la carrera nocturna en Bristol. Sin embargo, tres fallas consecutivas de motor cerca del final de la temporada dejaron a Ragan en el puesto 28 en puntos.

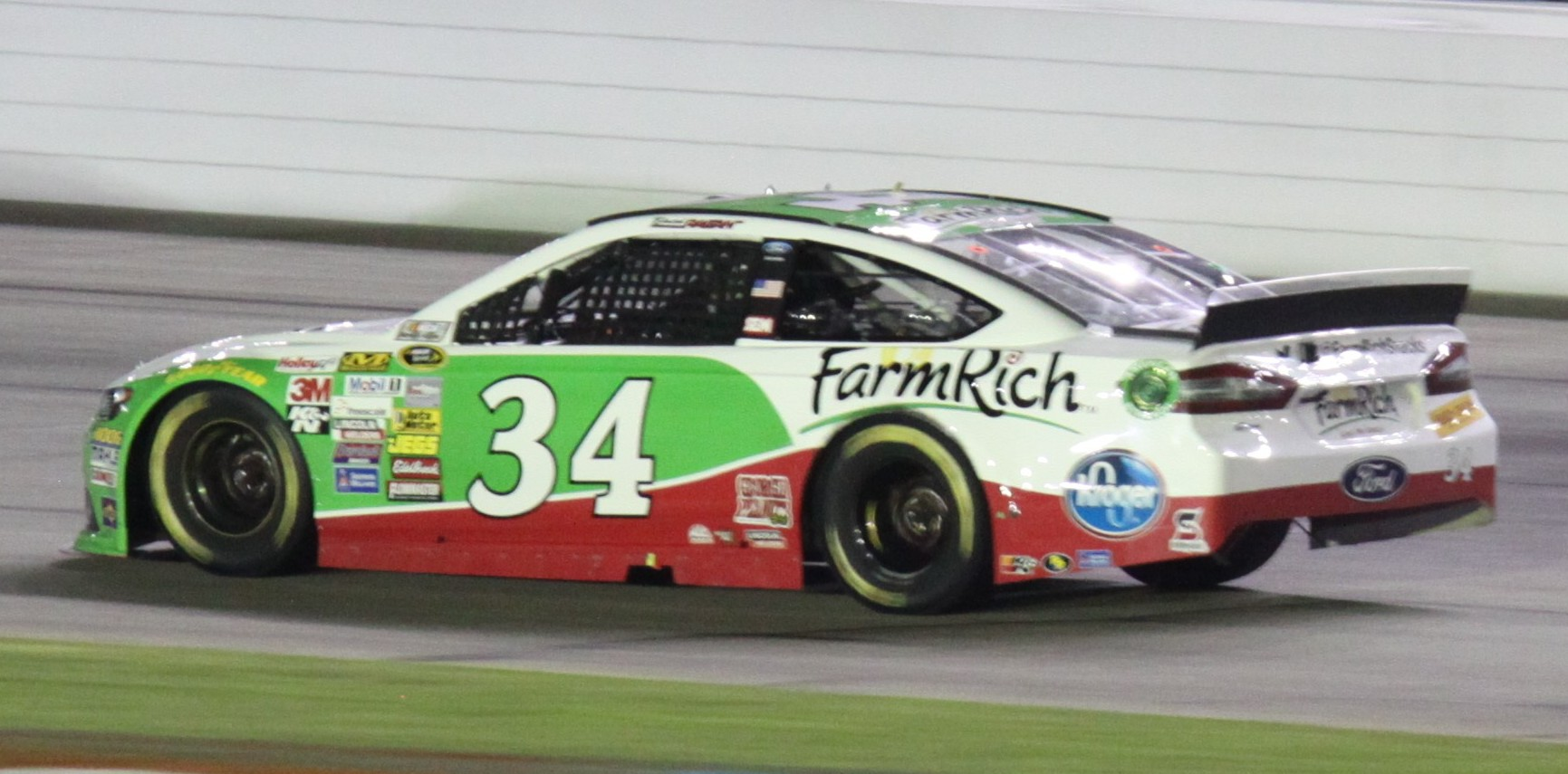
David Ragan en el No. 34 del Atlanta Motor Speedway en 2014.

Ragan regresó como piloto para 2014, con los patrocinadores CSX y Farm Rich (que patrocinaron la victoria del equipo en Talladega) intensificando sus compromisos. El equipo luchó por adaptarse a la nueva regla de no altura de manejo para la temporada 2014 y no fue ayudado por las luchas de todos los equipos de motores Roush-Yates durante todo el año. Ragan estaba fuera del top-30 en puntos cerca del final de la temporada. Sin embargo, el auto No. 34 recibió un impulso en la carrera de octubre en Martinsville, cuando finalmente logró su primer top 10 de la temporada. En la carrera, Ragan condujo un esquema de pintura azul celeste dedicado al difunto Wendell Scott, el último piloto antes de Ragan en ganar usando el número 34.
Ragan regresó al equipo en 2015. Con el patrocinio de KFC, Ragan regresó de una vuelta atrás en su carrera de Duelo para calificar para las 500 Millas de Daytona (sus puntos se habían movido al auto No. 35), donde luego terminó. 17. Después de las 500, Ragan dejó temporalmente el equipo para conducir para Joe Gibbs Racing en lugar de un Kyle Busch lesionado . Ragan estaba originalmente programado para regresar al No. 34 cuando Busch regresara a la serie, pero en abril, las circunstancias lo llevaron a irse a Michael Waltrip Racing para reemplazar a un Brian Vickers enfermo por el resto de la temporada.

#### Brett Moffitt (2015)

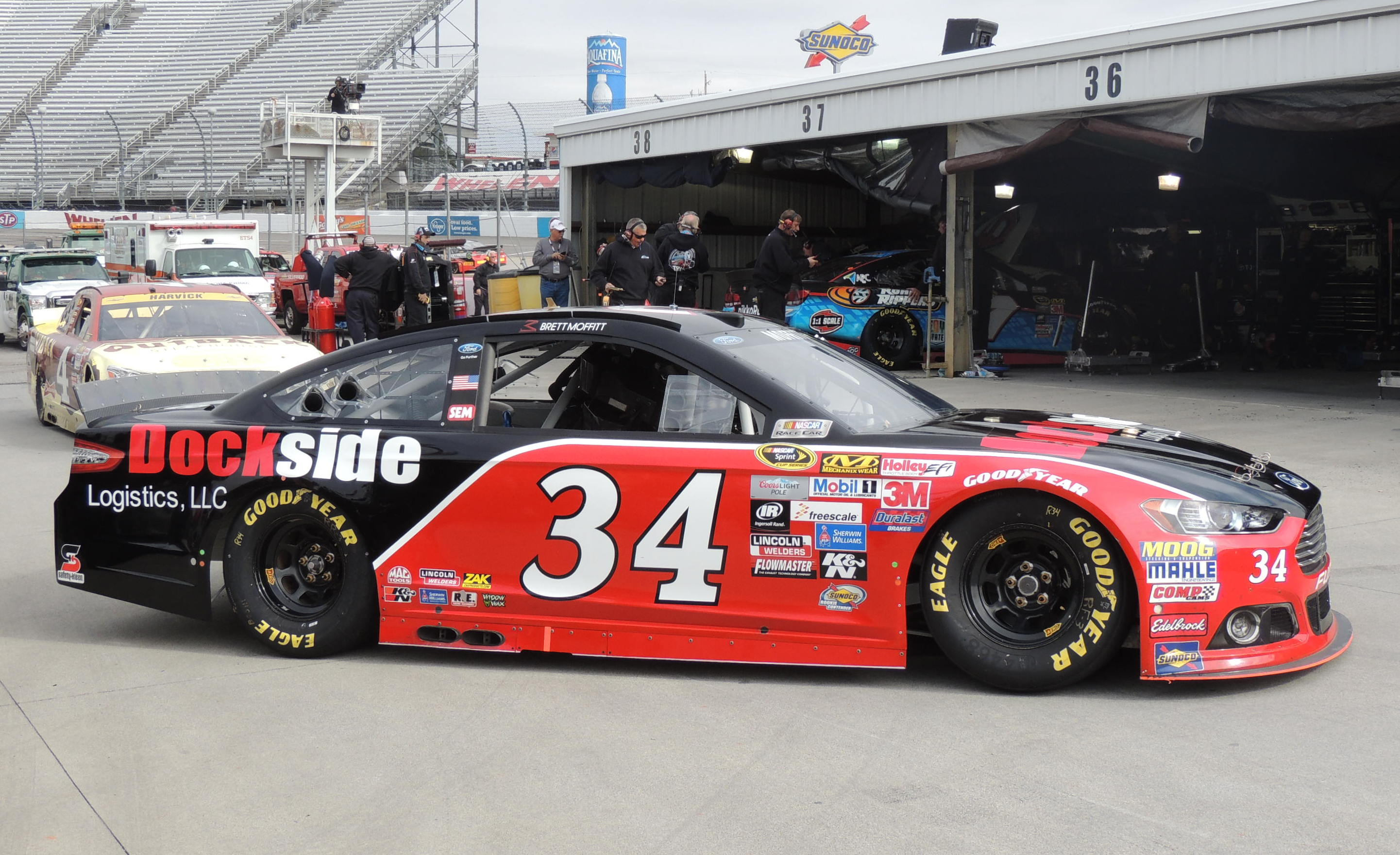
Brett Moffitt en el No. 34 en Martinsville Speedway en 2015.

Mientras tanto, Joe Nemechek se hizo cargo del No. 34 en Atlanta, el primero de un patrocinio de ocho carreras de CSX. Brett Moffitt se hizo cargo del No. 34 en Las Vegas y Phoenix, con Chris Buescher conduciendo el auto durante las siguientes cuatro carreras junto con Talladega y Reed Sorenson conduciendo en Richmond. En mayo de 2015, Moffitt, compitiendo por los honores de Novato del Año, fue nombrado piloto por el resto de la temporada, aunque Justin Marks asumió el cargo en Sonoma, Buescher condujo el coche en Watkins Glen y Josh Wise corrió el otoño. Carrera de Talladega. A pesar de no correr la temporada completa, Moffitt ganó los honores de Novato del Año de la Copa.

#### Chris Buescher (2016)

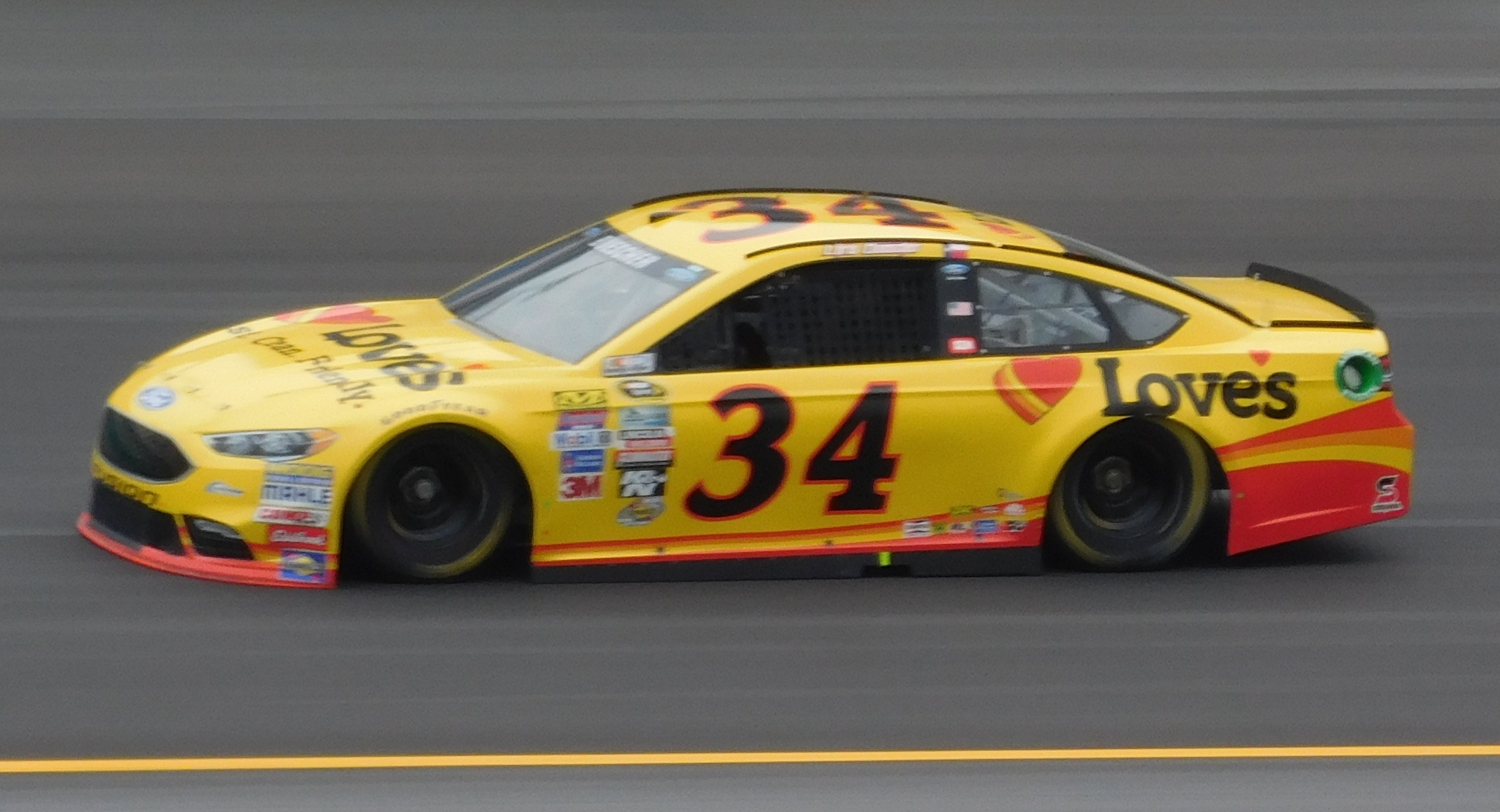
Chris Buescher en el No. 34 del Kentucky Speedway en 2016.

El 10 de diciembre de 2015, se anunció que el actual campeón de la Serie Xfinity, Chris Buescher , conduciría el No. 34 para la temporada 2016, como parte de la nueva alianza de FRM con Roush Fenway Racing. Bob Osbourne reemplazó a Derrick Finley como jefe de equipo del No. 34. Finley luego se convirtió en el director técnico de Front Row. Más tarde se anunció que el antiguo patrocinador de FRM, Love's Travel Stops , se trasladaría al número 34 en 2016 (después de patrocinar el número 38 desde 2013). CSX también regresó al equipo durante ocho carreras. Buescher, en una de las mayores sorpresas en la historia reciente de NASCAR, ganó una Pennsylvania 400 acortada por la niebla en Pocono, después de tomar la delantera en las últimas 15 vueltas. Fue la primera victoria de Buescher en la Copa y la segunda victoria del equipo en la Serie de la Copa. Buescher, con la victoria, se convirtió en el primer piloto desde Joey Logano en 2009 en ganar una carrera como candidato al Novato del Año de la Serie de la Copa (En 2011, Trevor Bayne ganó una carrera durante su temporada de novato a tiempo parcial, pero no se postuló para el Premio Novato del Año de la Cup Series). Buescher luego subió al puesto 29 en puntos después de Richmond, bloqueándolo en la Caza. Fue el primer lugar en la Caza para una entrada de Front Row Motorsports. Buescher comenzó la Caza en la decimotercera posición en puntos, pero tres finales por debajo del par le costaron la oportunidad de pasar a la segunda ronda. Terminó 16º en puntos, el mejor de su carrera para el equipo. Buescher partió más tarde hacia JTG Daugherty Racing tras la conclusión de la temporada.

#### Landon Cassill (2017)

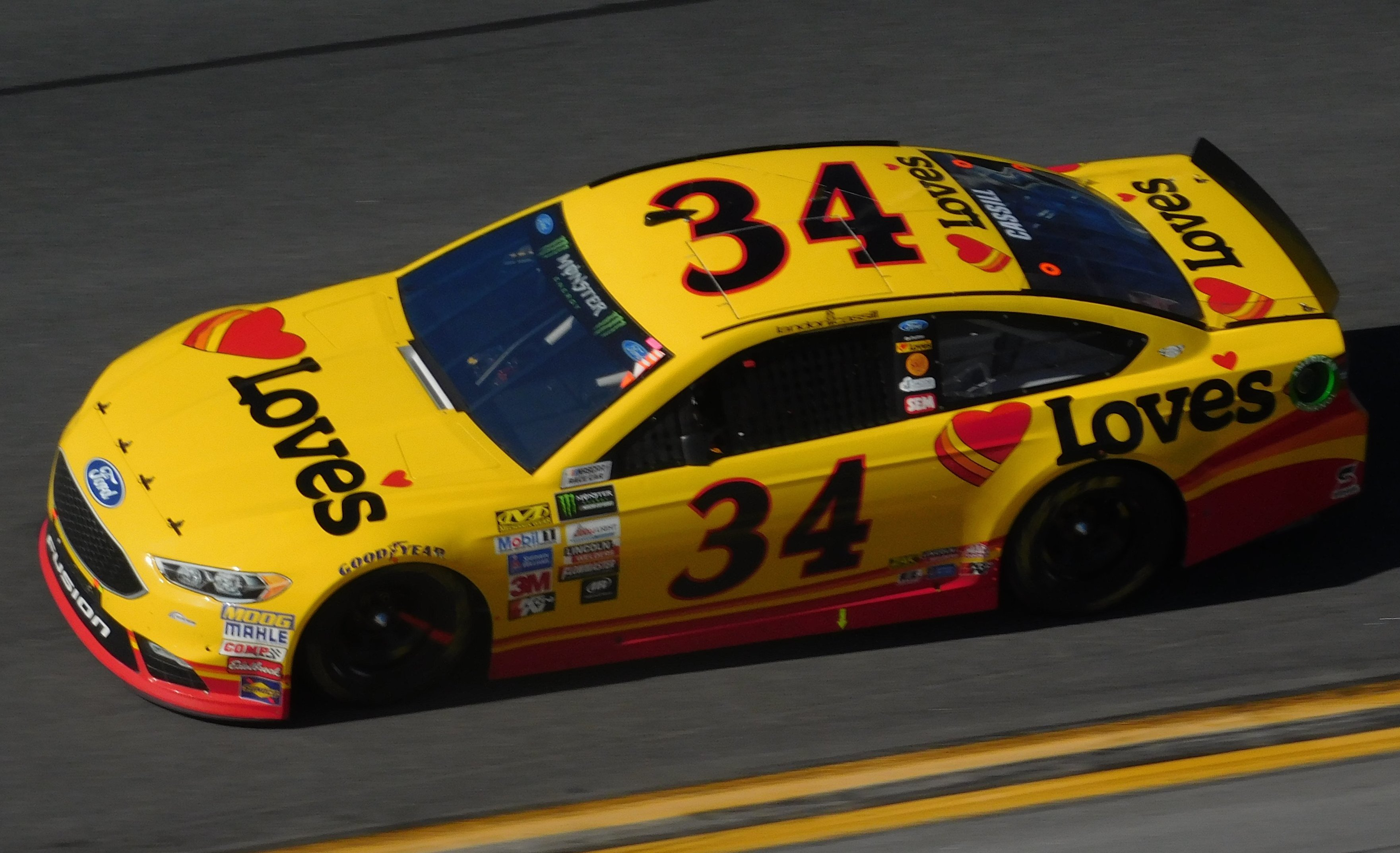
El No. 34 de Cassill durante las 500 Millas de Daytona 2017

Se anunció el 16 de diciembre de 2016 que Landon Cassill cambiaría del auto # 38 para reemplazar a Buescher. Su mejor resultado en la temporada 2017 fue 16º en las 500 Millas de Daytona. Después de solo un año de tener a Cassill en el automóvil, el 10 de octubre de 2017 se anunció que no regresaría al automóvil ni a Front Row Motorsports.

#### Michael McDowell (2018-presente)

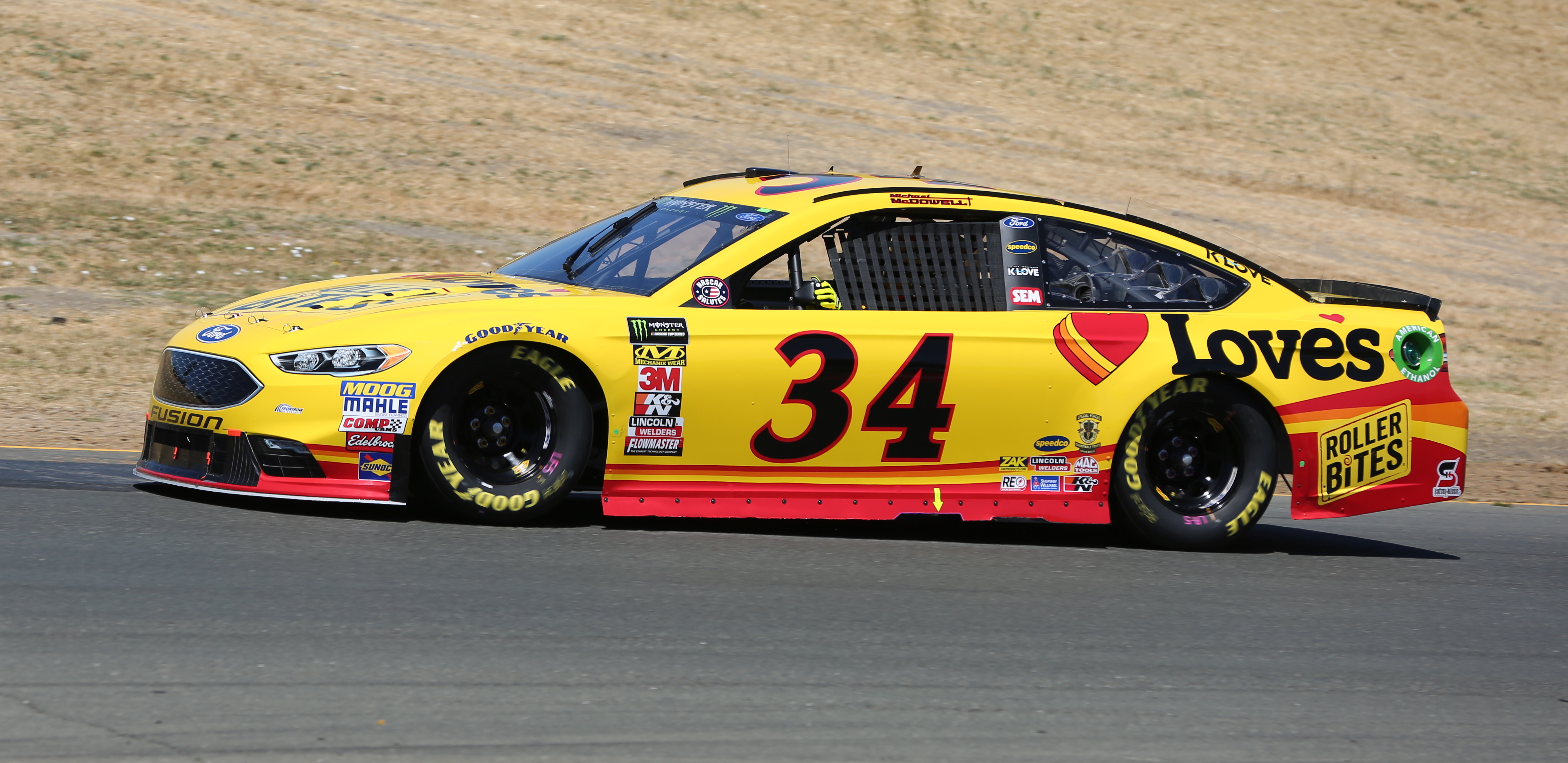
Michael McDowell en el No. 34 en Sonoma Raceway en 2018.

Michael McDowell fue anunciado más tarde como el reemplazo de Cassill para 2018. Durante la temporada, solo logró un resultado entre los 10 primeros en las 500 Millas de Daytona y terminó en el puesto 26 en la clasificación. McDowell comenzó la temporada 2019 con un quinto lugar en las 500 Millas de Daytona, y luego obtuvo otros cinco primeros en la carrera de otoño de Talladega.
El 12 de diciembre de 2019, FRM anunció que McDowell volverá al No. 34 para la temporada 2020. Anotó cuatro top 10 y terminó la temporada 23 en la clasificación, una nueva mejor carrera.
McDowell comenzó la temporada 2021 al ganar las 500 Millas de Daytona; fue su primera victoria en la NASCAR Cup Series, en su 358ª carrera de la Copa. Era un perdedor de 100-1.

#### Resultados del auto No. 34
| 2004 | Larry Gunselman       | 98 | Ford  | DAY    | CAR    | LVS DNQ |        |        |        |        |        |         |        |        |         | DOV DNQ |        |        |        |        |         |        |        |        | GLN 43 |        |        |        |        |        |        | TAL 33 | KAN 42 |         |        |        |        |        |         | 39th | 1386 |
| 2004 | Todd Bodine           | 98 | Ford  |        |        |         | ATL41  | DAR 40 |        | TEX 43 | MAR 39 | TAL DNQ | CAL 34 | RCH 33 |         |         |        |        |        |        | CHI DNQ | NHA 41 | POC 38 |        |        |        |        |        |        |        |        |        |        |         |        |        |        |        |         | 39th | 1386 |
| 2004 | Geoff Bodine          | 98 | Ford  |        |        |         |        |        | BRI 39 |        |        |         |        |        | CLT DNQ |         | POC 28 | MCH 32 |        |        |         |        |        |        |        |        |        |        |        | NHA 41 | DOV 39 |        |        | CLT DNQ |        |        |        |        |         | 39th | 1386 |
| 2004 | Larry Gunselman       | 98 | Dodge |        |        |         |        |        |        |        |        |         |        |        |         |         |        |        | SON 37 |        |         |        |        |        |        |        |        |        |        |        |        |        |        |         |        |        |        |        |         | 39th | 1386 |
| 2004 | Bill Elliott          | 98 | Dodge |        |        |         |        |        |        |        |        |         |        |        |         |         |        |        |        | DAY 18 |         |        |        |        |        |        |        | CAL 25 |        |        |        |        |        |         |        | ATL 22 |        |        |         | 39th | 1386 |
| 2004 | Derrike Cope          | 98 | Ford  |        |        |         |        |        |        |        |        |         |        |        |         |         |        |        |        |        |         |        |        | IND 40 |        | MCH 41 | BRI 38 |        | RCH 42 |        |        |        |        |         |        |        |        |        |         | 39th | 1386 |
| 2004 | Chad Chaffin          | 98 | Ford  |        |        |         |        |        |        |        |        |         |        |        |         |         |        |        |        |        |         |        |        |        |        |        |        |        |        |        |        |        |        |         | MAR 39 |        |        |        |         | 39th | 1386 |
| 2004 | Randy LaJoie          | 98 | Ford  |        |        |         |        |        |        |        |        |         |        |        |         |         |        |        |        |        |         |        |        |        |        |        |        |        |        |        |        |        |        |         |        |        | PHO 42 | DAR 36 | HOM DNQ | 39th | 1386 |
| 2005 | Randy LaJoie          | 34 | Chevy | DAYDNQ | CAL42  | LVS36   | ATLDNQ | BRIDNQ | MAR42  | TEXDNQ |        |         |        |        |         |         |        |        |        |        |         |        |        |        |        |        |        |        |        |        |        |        |        |         |        |        |        |        |         | 44th | 738  |
| 2005 | Steve Portenga        | 34 | Chevy |        |        |         |        |        |        |        | PHODNQ | TAL     |        |        |         |         |        |        |        |        |         |        |        |        |        |        |        |        |        |        |        |        |        |         |        |        |        |        |         | 44th | 738  |
| 2005 | Jeff Fuller           | 34 | Chevy |        |        |         |        |        |        |        |        |         | DAR43  | RCHDNQ | CLTDNQ  | DOV43   |        |        |        |        |         |        |        |        |        |        |        |        |        |        |        |        |        |         |        |        |        |        |         | 44th | 738  |
| 2005 | P.J. Jones            | 34 | Chevy |        |        |         |        |        |        |        |        |         |        |        |         |         | POCDNQ | MCHDNQ | SON    | DAY    | CHIDNQ  |        | POC41  | INDDNQ | GLN    | MCHDNQ | BRIDNQ | CALDNQ |        |        |        |        |        |         |        |        |        |        |         | 44th | 738  |
| 2005 | Joey McCarthy         | 34 | Chevy |        |        |         |        |        |        |        |        |         |        |        |         |         |        |        |        |        |         | NHADNQ |        |        |        |        |        |        | RCHDNQ |        | DOVDNQ | TAL    |        |         | MARDNQ | ATL    | TEX    |        |         | 44th | 738  |
| 2005 | Ted Christopher       | 34 | Chevy |        |        |         |        |        |        |        |        |         |        |        |         |         |        |        |        |        |         |        |        |        |        |        |        |        |        | NHA42  |        |        |        |         |        |        |        |        |         | 44th | 738  |
| 2005 | Eric McClure          | 34 | Chevy |        |        |         |        |        |        |        |        |         |        |        |         |         |        |        |        |        |         |        |        |        |        |        |        |        |        |        |        |        | KANDNQ | CLT     |        |        |        |        |         | 44th | 738  |
| 2005 | Chad Chaffin          | 34 | Chevy |        |        |         |        |        |        |        |        |         |        |        |         |         |        |        |        |        |         |        |        |        |        |        |        |        |        |        |        |        |        |         |        |        |        | PHO43  | HOM     | 44th | 738  |
| 2006 | Randy LaJoie          | 64 | Chevy | DAYDNQ |        |         |        |        |        |        |        |         |        |        |         |         |        |        |        |        |         |        |        |        |        |        |        |        |        |        |        |        |        |         |        |        |        |        |         | 43rd | 1001 |
| 2006 | Randy LaJoie          | 34 | Dodge |        | CALDNQ |         |        |        |        |        |        |         |        |        |         |         |        |        |        |        |         |        |        |        |        |        |        |        |        |        |        |        |        |         |        |        |        |        |         | 43rd | 1001 |
| 2006 | Chad Chaffin          | 34 | Chevy |        |        | LVS42   | ATLDNQ | BRIDNQ | MAR36  | TEXDNQ | PHODNQ | TAL30   | RCHDNQ |        |         |         |        |        |        |        |         |        |        |        |        |        |        |        |        |        |        |        |        |         |        |        |        |        |         | 43rd | 1001 |
| 2006 | Chad Blount           | 34 | Chevy |        |        |         |        |        |        |        |        |         |        | DARDNQ | CLTDNQ  |         |        |        |        |        |         |        |        |        |        |        |        |        | RCH42  | NHADNQ | DOVDNQ | KANDNQ |        |         |        |        |        |        |         | 43rd | 1001 |
| 2006 | Carl Long             | 34 | Chevy |        |        |         |        |        |        |        |        |         |        |        |         | DOVDNQ  |        |        |        |        | CHIDNQ  |        |        |        |        |        | BRI41  |        |        |        |        |        |        |         |        |        |        |        |         | 43rd | 1001 |
| 2006 | Greg Sacks            | 34 | Chevy |        |        |         |        |        |        |        |        |         |        |        |         |         | POCDNQ |        |        |        |         |        | POCDNQ |        |        |        |        |        |        |        |        |        |        |         |        |        |        |        |         | 43rd | 1001 |
| 2006 | Mike Skinner          | 34 | Chevy |        |        |         |        |        |        |        |        |         |        |        |         |         |        | MCH37  |        |        |         |        |        |        |        | MCHDNQ |        |        |        |        |        |        |        |         |        |        |        |        |         | 43rd | 1001 |
| 2006 | Johnny Miller         | 34 | Chevy |        |        |         |        |        |        |        |        |         |        |        |         |         |        |        | SONDNQ |        |         |        |        |        |        |        |        |        |        |        |        |        |        |         |        |        |        |        |         | 43rd | 1001 |
| 2006 | Chad Blount           | 34 | Dodge |        |        |         |        |        |        |        |        |         |        |        |         |         |        |        |        | DAYDNQ |         |        |        |        |        |        |        |        |        |        |        |        |        |         |        |        |        |        |         | 43rd | 1001 |
| 2006 | Joey McCarthy         | 34 | Chevy |        |        |         |        |        |        |        |        |         |        |        |         |         |        |        |        |        |         | NHADNQ |        |        |        |        |        |        |        |        |        |        |        |         |        |        |        |        |         | 43rd | 1001 |
| 2006 | Chad Chaffin          | 34 | Dodge |        |        |         |        |        |        |        |        |         |        |        |         |         |        |        |        |        |         |        |        | IND39  |        |        |        |        |        |        |        |        |        |         |        |        | TEXDNQ |        | HOMDNQ  | 43rd | 1001 |
| 2006 | Brian Simo            | 34 | Chevy |        |        |         |        |        |        |        |        |         |        |        |         |         |        |        |        |        |         |        |        |        | GLN41  |        |        |        |        |        |        |        |        |         |        |        |        |        |         | 43rd | 1001 |
| 2006 | Kertus Davis          | 34 | Chevy |        |        |         |        |        |        |        |        |         |        |        |         |         |        |        |        |        |         |        |        |        |        |        |        | CALDNQ |        |        |        |        |        |         |        |        |        |        |         | 43rd | 1001 |
| 2006 | Kevin Lepage          | 34 | Dodge |        |        |         |        |        |        |        |        |         |        |        |         |         |        |        |        |        |         |        |        |        |        |        |        |        |        |        |        |        | TALDNQ |         |        |        |        |        |         | 43rd | 1001 |
| 2006 | Kevin Lepage          | 34 | Chevy |        |        |         |        |        |        |        |        |         |        |        |         |         |        |        |        |        |         |        |        |        |        |        |        |        |        |        |        |        |        | CLTDNQ  | MAR43  |        |        | PHODNQ |         | 43rd | 1001 |
| 2007 | Kevin Lepage          | 34 | Dodge | DAYDNQ | CALDNQ | LVSDNQ  | ATLDNQ | BRI    | MAR    | TEXDNQ | PHO    | TALDNQ  | RCH    | DAR    | CLT     | DOV     | POC    | MCH    | SON    | NHA    | DAY     | CHI    | IND    | POC    | GLN    | MCH    |        |        |        |        |        |        |        |         |        |        | TEXDNQ | PHO    | HOM     | 56th | 106  |
| 2007 | Stanton Barrett       | 34 | Dodge |        |        |         |        |        |        |        |        |         |        |        |         |         |        |        |        |        |         |        |        |        |        |        | BRIDNQ | CAL    | RCH    | NHA    | DOV    | KAN    | TAL    | CLT     | MAR    | ATL    |        |        |         | 56th | 106  |
| 2008 | John Andretti         | 34 | Chevy | DAY40  | CAL35  | LVSDNQ  | ATLDNQ | BRIDNQ | MARDNQ | TEX40  | PHODNQ | TALDNQ  | RCHDNQ |        |         |         |        |        |        |        |         |        |        |        |        |        |        |        |        |        |        |        |        |         |        |        |        |        |         | 46th | 764  |
| 2008 | Jeff Green            | 34 | Chevy |        |        |         |        |        |        |        |        |         |        | DARDNQ | CLTDNQ  |         |        |        |        |        |         |        |        |        |        |        | BRIDNQ | CAL    |        |        |        |        |        |         |        |        |        |        |         | 46th | 764  |
| 2008 | Tony Raines           | 34 | Chevy |        |        |         |        |        |        |        |        |         |        |        |         | DOV40   | POC    | MCHDNQ |        | NHADNQ | DAY     | CHIDNQ | INDDNQ |        |        |        |        |        | RCHDNQ | NHADNQ |        |        |        |         |        |        |        |        |         | 46th | 764  |
| 2008 | Chad Chaffin          | 34 | Chevy |        |        |         |        |        |        |        |        |         |        |        |         |         |        |        |        |        |         |        |        | POCDNQ |        |        |        |        |        |        | DOVDNQ | KAN    | TAL    | CLT     | MAR    | ATL    | TEX    | PHO    | HOM     | 46th | 764  |
| 2008 | Brian Simo            | 34 | Ford  |        |        |         |        |        |        |        |        |         |        |        |         |         |        |        | SON43  |        |         |        |        |        |        |        |        |        |        |        |        |        |        |         |        |        |        |        |         | 46th | 764  |
| 2008 | Brian Simo            | 34 | Chevy |        |        |         |        |        |        |        |        |         |        |        |         |         |        |        |        |        |         |        |        |        | GLNDNQ | MCH    |        |        |        |        |        |        |        |         |        |        |        |        |         | 46th | 764  |
| 2009 | John Andretti         | 34 | Chevy | DAY19  | CAL31  | LVS28   | ATL29  | BRI34  | MAR35  | TEX26  | PHO38  | TAL27   | RCH32  |        |         | DOV34   | POC35  | MCH33  | SON30  | NHA16  | DAY27   | CHI30  | IND32  | POC30  | GLN30  | MCH28  | BRI30  | ATL31  | RCH29  | NHA26  | DOV27  | KAN33  | CAL19  | CLT36   | MAR26  | TAL23  | TEX24  | PHO34  | HOM33   | 35th | 2731 |
| 2009 | Tony Raines           | 34 | Chevy |        |        |         |        |        |        |        |        |         |        | DAR25  | CLT39   |         |        |        |        |        |         |        |        |        |        |        |        |        |        |        |        |        |        |         |        |        |        |        |         | 35th | 2731 |
| 2010 | John Andretti         | 34 | Ford  | DAY38  |        |         |        |        |        |        |        |         |        |        |         |         |        |        |        |        |         |        |        |        |        |        |        |        |        |        |        |        |        |         |        |        |        |        |         | 34th | 2564 |
| 2010 | Travis Kvapil         | 34 | Ford  |        | CAL30  | LVS24   | ATL30  | BRI25  | MAR27  | PHO36  | TEX24  | TAL18   | RCH34  | DAR26  | DOV29   |         |        |        |        |        |         |        |        |        |        |        | BRI22  | ATL29  |        |        | DOV33  | KAN33  | CAL28  | CLT31   |        |        | TEX41  |        | HOM34   | 34th | 2564 |
| 2010 | Kevin Conway          | 34 | Ford  |        |        |         |        |        |        |        |        |         |        |        |         | CLT35   | POC35  | MCH40  | SON28  | NHA23  | DAY14   | CHI33  | IND34  | POC31  | GLN31  |        |        |        |        |        |        |        |        |         |        |        |        |        |         | 34th | 2564 |
| 2010 | Tony Raines           | 34 | Ford  |        |        |         |        |        |        |        |        |         |        |        |         |         |        |        |        |        |         |        |        |        |        | MCH31  |        |        | RCH38  | NHA34  |        |        |        |         | MAR32  |        |        | PHO36  |         | 34th | 2564 |
| 2010 | Robert Richardson Jr. | 34 | Ford  |        |        |         |        |        |        |        |        |         |        |        |         |         |        |        |        |        |         |        |        |        |        |        |        |        |        |        |        |        |        |         |        | TAL37  |        |        |         | 34th | 2564 |
| 2011 | David Gilliland       | 34 | Ford  | DAY3   | PHO22  | LVS37   | BRI27  | CAL31  | MAR33  | TEX42  | TAL9   | RCH25   | DAR32  | DOV22  | CLT33   | KAN33   | POC29  | MCH29  | SON12  | DAY16  | KEN31   | NHA25  | IND33  | POC23  | GLN33  | MCH32  | BRI24  | ATL37  | RCH27  | CHI36  | NHA32  | DOV28  | KAN32  | CLT36   | TAL22  | MAR34  | TEX32  | PHO31  | HOM33   | 30th | 572  |
| 2012 | David Ragan           | 34 | Ford  | DAY43  | PHO25  | LVS21   | BRI23  | CAL31  | MAR24  | TEX35  | KAN30  | RCH32   | TAL7   | DAR28  | CLT35   | DOV21   | POC27  | MCH23  | SON27  | KEN29  | DAY26   | NHA34  | IND28  | POC28  | GLN22  | MCH23  | BRI32  | ATL28  | RCH32  | CHI22  | NHA29  | DOV30  | TAL4   | CLT34   | KAN20  | MAR26  | TEX28  | PHO33  | HOM31   | 28th | 622  |
| 2013 | David Ragan           | 34 | Ford  | DAY35  | PHO38  | LVS31   | BRI21  | CAL24  | MAR30  | TEX26  | KAN30  | RCH20   | TAL1   | DAR39  | CLT25   | DOV22   | POC37  | MCH25  | SON33  | KEN26  | DAY22   | NHA19  | IND34  | POC21  | GLN21  | MCH24  | BRI12  | ATL23  | RCH29  | CHI26  | NHA29  | DOV25  | KAN36  | CLT30   | TAL6   | MAR43  | TEX42  | PHO35  | HOM29   | 28th | 633  |
| 2014 | David Ragan           | 34 | Ford  | DAY34  | PHO28  | LVS32   | BRI31  | CAL27  | MAR28  | TEX35  | DAR32  | RCH30   | TAL35  | KAN38  | CLT31   | DOV36   | POC18  | MCH38  | SON36  | KEN31  | DAY22   | NHA25  | IND35  | POC19  | GLN19  | MCH24  | BRI23  | ATL27  | RCH33  | CHI31  | NHA42  | DOV31  | KAN27  | CLT34   | TAL30  | MAR10  | TEX32  | PHO25  | HOM30   | 32nd | 531  |
| 2015 | David Ragan           | 34 | Ford  | DAY17  |        |         |        |        |        |        |        |         |        |        |         |         |        |        |        |        |         |        |        |        |        |        |        |        |        |        |        |        |        |         |        |        |        |        |         | 34th | 472  |
| 2015 | Joe Nemechek          | 34 | Ford  |        | ATL33  |         |        |        |        |        |        |         |        |        |         |         |        |        |        |        |         |        |        |        |        |        |        |        |        |        |        |        |        |         |        |        |        |        |         | 34th | 472  |
| 2015 | Brett Moffitt         | 34 | Ford  |        |        | LVS37   | PHO32  |        |        |        |        |         |        | KAN34  | CLT31   | DOV28   | POC30  | MCH33  |        | DAY27  | KEN32   | NHA33  | IND34  | POC31  |        | MCH34  | BRI30  | DAR36  | RCH35  | CHI31  | NHA27  | DOV42  | CLT30  | KAN32   |        | MAR35  | TEX30  | PHO36  | HOM31   | 34th | 472  |
| 2015 | Chris Buescher        | 34 | Ford  |        |        |         |        | CAL20  | MAR24  | TEX30  | BRI25  |         | TAL24  |        |         |         |        |        |        |        |         |        |        |        | GLN37  |        |        |        |        |        |        |        |        |         |        |        |        |        |         | 34th | 472  |
| 2015 | Reed Sorenson         | 34 | Ford  |        |        |         |        |        |        |        |        | RCH34   |        |        |         |         |        |        |        |        |         |        |        |        |        |        |        |        |        |        |        |        |        |         |        |        |        |        |         | 34th | 472  |
| 2015 | Justin Marks          | 34 | Ford  |        |        |         |        |        |        |        |        |         |        |        |         |         |        |        | SON30  |        |         |        |        |        |        |        |        |        |        |        |        |        |        |         |        |        |        |        |         | 34th | 472  |
| 2015 | Josh Wise             | 34 | Ford  |        |        |         |        |        |        |        |        |         |        |        |         |         |        |        |        |        |         |        |        |        |        |        |        |        |        |        |        |        |        |         | TAL29  |        |        |        |         | 34th | 472  |
| 2016 | Chris Buescher        | 34 | Ford  | DAY39  | ATL28  | LVS26   | PHO30  | CAL33  | MAR33  | TEX28  | BRI21  | RCH34   | TAL37  | KAN24  | DOV18   | CLT37   | POC25  | MCH20  | SON30  | DAY40  | KEN37   | NHA29  | IND14  | POC1   | GLN30  | BRI5   | MCH35  | DAR17  | RCH24  | CHI28  | NHA30  | DOV23  | CLT16  | KAN21   | TAL22  | MAR27  | TEX21  | PHO32  | HOM24   | 16th | 2169 |
| 2017 | Landon Cassill        | 34 | Ford  | DAY16  | ATL22  | LVS27   | PHO28  | CAL27  | MAR27  | TEX29  | BRI32  | RCH21   | TAL29  | KAN21  | CLT28   | DOV36   | POC27  | MCH32  | SON30  | DAY19  | KEN26   | NHA23  | IND22  | POC29  | GLN36  | MCH25  | BRI35  | DAR21  | RCH39  | CHI20  | NHA25  | DOV29  | CLT25  | TAL28   | KAN23  | MAR23  | TEX26  | PHO24  | HOM23   | 31st | 382  |
| 2018 | Michael McDowell      | 34 | Ford  | DAY9   | ATL24  | LVS37   | PHO32  | CAL26  | MAR21  | TEX14  | BRI38  | RCH31   | TAL32  | DOV22  | KAN20   | CLT18   | POC21  | MCH25  | SON21  | CHI21  | DAY26   | KEN24  | NHA26  | POC16  | GLN18  | MCH25  | BRI37  | DAR20  | IND17  | LVS29  | RCH24  | CLT18  | DOV26  | TAL40   | KAN27  | MAR25  | TEX29  | PHO16  | HOM28   | 28th | 493  |
| 2019 | Michael McDowell      | 34 | Ford  | DAY5   | ATL37  | LVS30   | PHO36  | CAL24  | MAR31  | TEX15  | BRI28  | RCH36   | TAL40  | DOV24  | KAN26   | CLT22   | POC20  | MCH27  | SON25  | CHI20  | DAY13   | KEN25  | NHA17  | POC25  | GLN16  | MCH22  | BRI37  | DAR38  | IND17  | LVS24  | RCH21  | CLT12  | DOV24  | TAL5    | KAN24  | MAR23  | TEX25  | PHO30  | HOM26   | 27th | 485  |
| 2020 | Michael McDowell      | 34 | Ford  | DAY14  | LVS36  | CAL22   | PHO16  | DAR23  | DAR17  | CLT18  | CLT25  | BRI14   | ATL24  | MAR14  | HOM15   | TAL18   | POC8   | POC40  | IND7   | KEN24  | TEX15   | KAN16  | NHA19  | MCH29  | MCH28  | DAY10  | DOV26  | DOV25  | DAY14  | DAR16  | RCH25  | BRI10  | LVS21  | TAL36   | CLT32  | KAN19  | TEX26  | MAR28  | PHO23   | 25th | 588  |
| 2021 | Michael McDowell      | 34 | Ford  | DAY1   | DAY8   | HOM6    | LVS17  | PHO23  | ATL19  | BRI12  | MAR31  | RCH27   |        |        |         |         |        |        |        |        |         |        |        |        |        |        |        |        |        |        |        |        |        |         |        |        |        |        |         |      |      |

### Historia del auto No. 35

#### N.º 55 (2011)

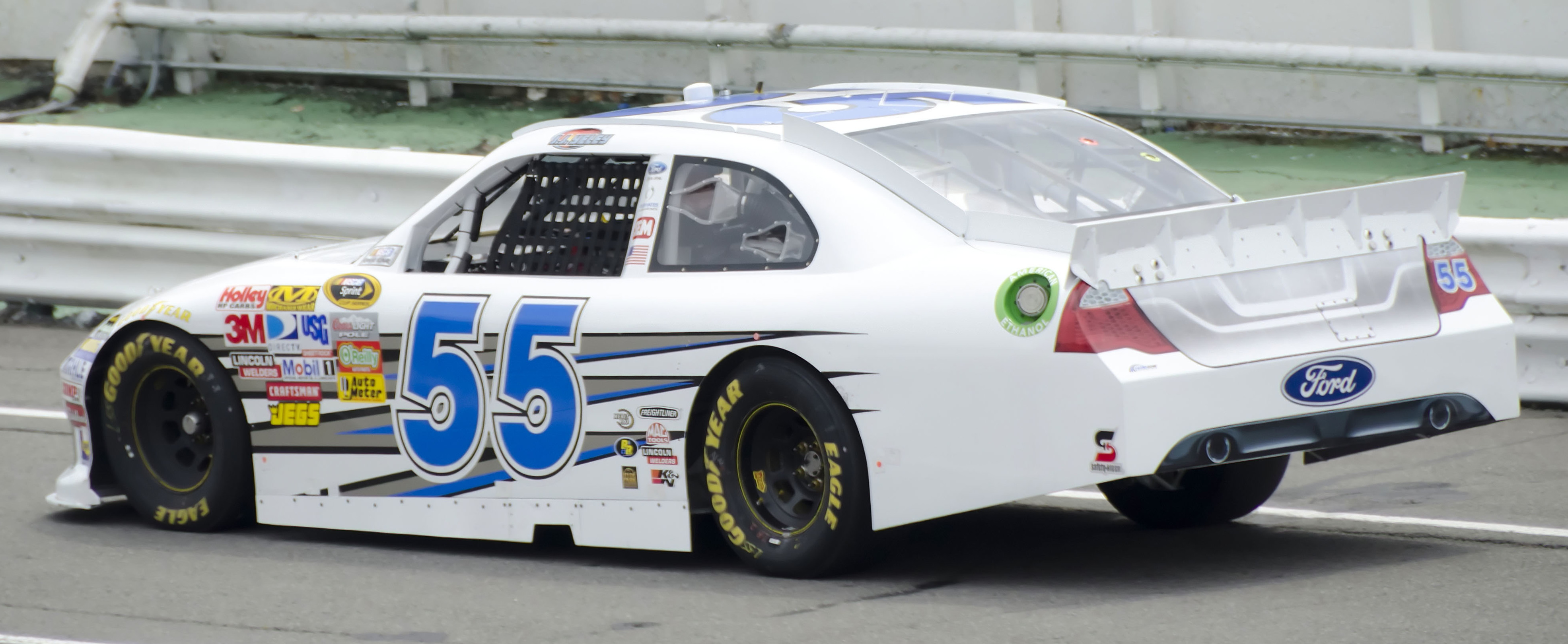
JJ Yeley en el No. 55 en Pocono Raceway en 2011.

En 2011, Front Row Motorsports se hizo cargo del equipo y equipamiento No. 55 de Michael Waltrip Racing para presentar un automóvil de investigación y desarrollo. Debutó en New Hampshire Motor Speedway con Jeff Green arrancando y estacionando. JJ Yeley y Travis Kvapil dividen el tiempo entre los coches 38 y 55 durante el resto del año.

#### Josh Wise (2012-2013)

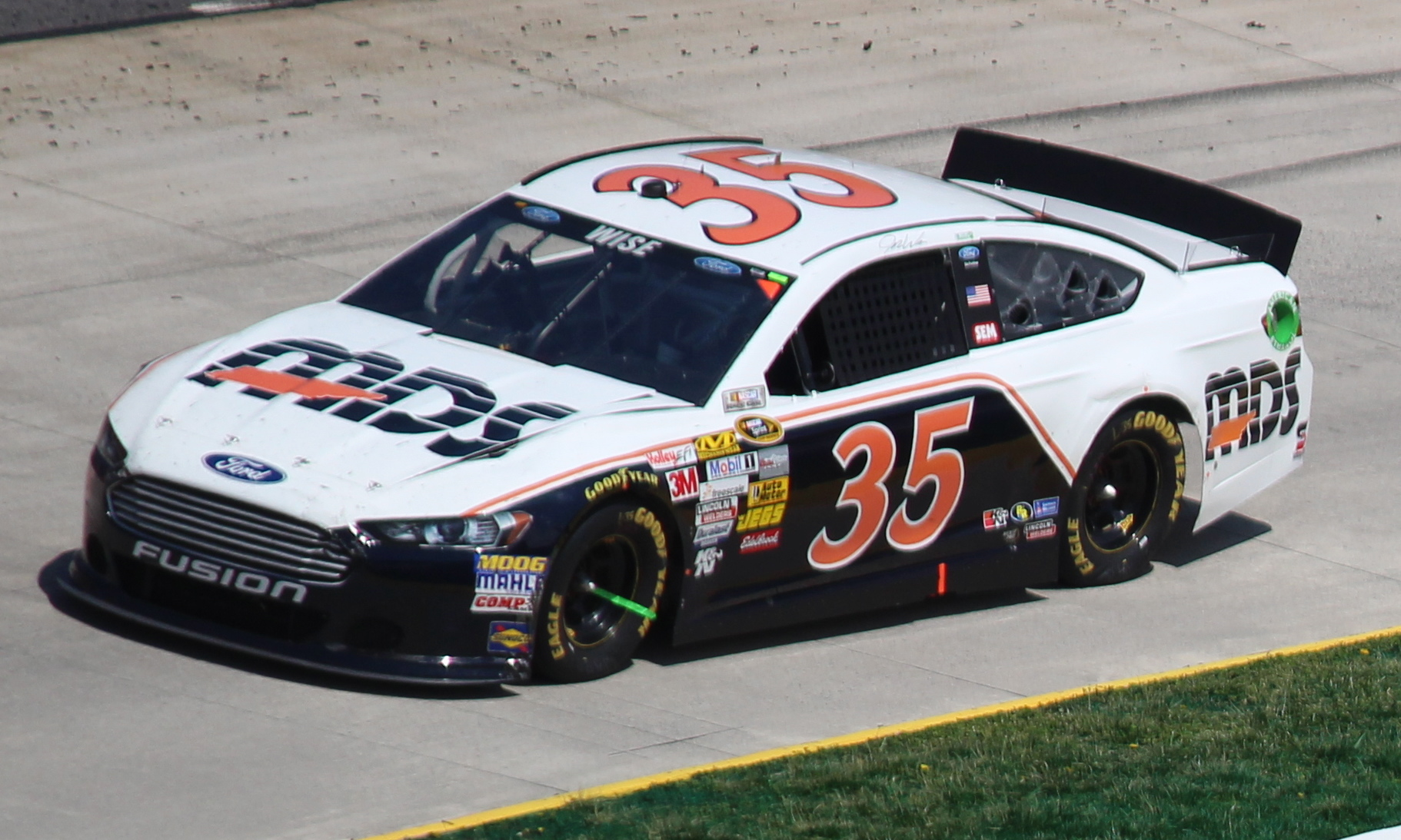
El Ford No. 35 MDS conducido por Josh Wise en Martinsville en 2013.

En 2012, Michael Waltrip Racing recuperó el No. 55 para su nueva entrada para Mark Martin y Michael Waltrip; en respuesta, Front Row Motorsports cambió al No. 26. Para Daytona, el auto fue patrocinado por el candidato presidencial Rick Santorum y conducido por Tony Raines . Raines se clasificó para la carrera después de ser uno de los tres pilotos más rápidos de "ir o ir a casa" durante el primer día de clasificación. Terminó 19º pero corrió hasta el segundo. El candidato al Novato del Año, Josh Wise se hizo cargo del auto comenzando en Phoenix y corrió la mayor parte de la temporada como una operación de arranque y estacionamiento . La única carrera completa para el equipo además de Daytona fue en Sonoma Raceway donde Wise terminó 30.º. A pesar de correr la mayor parte de la temporada, Wise perdió los honores de ROTY ante el último participante Stephen Leicht.
A partir de 2013, el número de auto se cambió al No. 35 y el equipo intentó completar el calendario con Wise. Debido a la falta de patrocinio, el equipo planeó correr de 20 a 30 carreras completas, mientras comenzaba y se estacionaba en los eventos restantes. Wise obtuvo el patrocinio de Blockbuster Video y Cajun Industries para las 500 Millas de Daytona, donde Wise terminó 40.º después de un accidente. Michael McDowell subió al automóvil en Watkins Glen International con el patrocinador Dockside Logistics. Un hábil corredor de autódromos, McDowell se clasificó 12º pero terminó 38.º después de problemas de suspensión. El 26 de noviembre de 2013, Wise anunció que dejaría el equipo, para mudarse a Phil Parsons Racing.

#### Varios conductores (2014)
En 2014, el No. 35 corrió con varios conductores. Eric McClure intentó las 500 Millas de Daytona de 2014 con los patrocinadores de toda la vida, Hefty y Reynolds Wrap pero no logró clasificar. Blake Koch intentó las siguientes dos carreras, terminando 37º en Phoenix. David Reutimann estuvo en el auto durante seis carreras comenzando en Bristol, haciendo el campo en Auto Club, Texas y Richmond. McClure luego regresó por los 499 de Aaron , donde una vez más no pudo calificar. El No. 35 no volvió a intentarlo durante el resto de 2014.

#### Cole Whitt (2015)

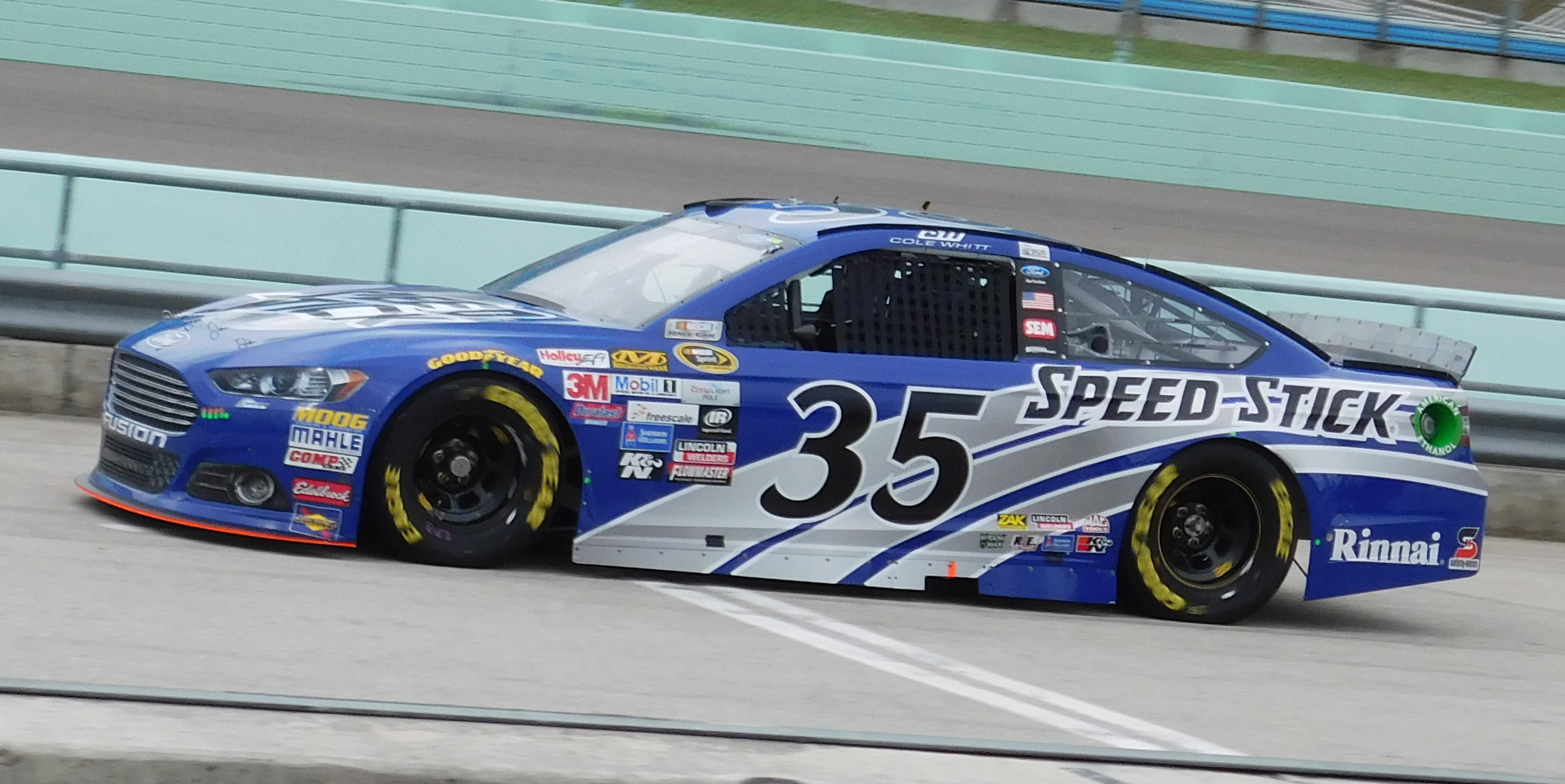
El auto No. 35 Front Row Motorsports de Whitt en Homestead – Miami Speedway en 2015

Después de varios rumores de que el piloto No. 34 David Ragan sería reemplazado por el piloto de BK Racing Cole Whitt, en enero de 2015, se anunció que Whitt pasaría al equipo No. 35, trayendo patrocinadores Speed Stick GEAR (10 carreras) y Rinnai . El jefe de equipo Randy Cox también se mudaría de BK Racing para dirigir el equipo. Los puntos del propietario para el No. 34 y el No. 35 se cambiaron, lo que le dio a Whitt una mejor oportunidad de hacer carreras. Whitt se clasificó con éxito para las 500 Millas de Daytona y finalizó 22º en la carrera. Después de una temporada alta y baja, Whitt y el No. 35 terminaron 31º en puntos tanto de piloto como de dueño al final de la temporada. En 2016, Whitt se mudó a Premium Motorsports para conducir el No. 98.

#### David Gilliland (2016)
David Gilliland, que había sido expulsado del No. 38 después de que Landon Cassill se hiciera cargo del viaje, intentó las 500 Millas de Daytona , pero no logró clasificar. Sin embargo, Gilliland entró en el campo para la próxima carrera de placas restrictivas en Talladega. Comenzó 39 y terminó 17. El 2 de julio de 2016, David Gilliland clasificó el auto # 35 para la Coke Zero 400 en el Daytona International Speedway y terminó 19º en la vuelta del líder durante la carrera. Luego no pudo participar en la carrera de otoño en Talladega.

#### Resultados del auto No. 35
| 2011 | Jeff Green       | 55 | Ford | DAY    | PHO   | LVS    | BRI    | CAL   | MAR    | TEX   | TAL    | RCH    | DAR    | DOV   | CLT   | KAN    | POC   | MCH   | SON   | DAY   | KEN   | NHA43 |        |       |       |       |        |        |       |        |        |       |       |        |        |                                              |       |       |       | 48th | 27  |
| 2011 | J.J. Yeley       | 55 | Ford |        |       |        |        |       |        |       |        |        |        |       |       |        |       |       |       |       |       |       | INDDNQ | POC43 | GLN42 | MCH43 | BRIDNQ |        | RCH42 |        |        |       | KAN43 |        | TAL42  | MAR40                                        | TEX43 |       | HOM41 | 48th | 27  |
| 2011 | Travis Kvapil    | 55 | Ford |        |       |        |        |       |        |       |        |        |        |       |       |        |       |       |       |       |       |       |        |       |       |       |        | ATL42  |       | CHIDNQ | NHA43  | DOV43 |       | CLT40  |        |                                              |       | PHO43 |       | 48th | 27  |
| 2012 | Tony Raines      | 26 | Ford | DAY19  |       |        |        |       |        |       |        |        |        |       |       |        |       |       |       |       |       |       |        |       |       |       |        |        |       |        |        |       |       |        |        |                                              |       |       |       | 40th | 172 |
| 2012 | Josh Wise        | 26 | Ford |        | PHO38 | LVS40  | BRI43  | CAL37 | MAR41  | TEX39 | KAN39  | RCH38  | TAL42  | DAR43 | CLT43 | DOVDNQ | POC42 | MCH42 | SON30 | KEN41 | DAY37 | NHA38 | IND37  | POC37 | GLN38 | MCH40 | BRI38  | ATLDNQ | RCH42 | CHI38  | NHADNQ | DOV37 | TAL43 | CLTDNQ | KANDNQ | MAR38                                        | TEX37 | PHO37 | HOM40 | 40th | 172 |
| 2013 | Josh Wise        | 35 | Ford | DAY40  | PHO35 | LVS35  | BRI26  | CAL40 | MAR35  | TEX30 | KAN26  | RCH28  | TAL19  | DAR38 | CLT26 | DOV25  | POC34 | MCH40 | SON32 | KEN39 | DAY25 | NHA35 | IND38  | POC41 |       | MCH39 | BRI37  | ATL41  | RCH41 | CHI41  | NHA32  | DOV42 | KAN40 | CLT41  | TAL30  | MAR34                                        | TEX39 | PHO36 | HOM41 | 39th | 326 |
| 2013 | Michael McDowell | 35 | Ford |        |       |        |        |       |        |       |        |        |        |       |       |        |       |       |       |       |       |       |        |       | GLN38 |       |        |        |       |        |        |       |       |        |        |                                              |       |       |       | 39th | 326 |
| 2014 | Eric McClure     | 35 | Ford | DAYDNQ |       |        |        |       |        |       |        |        | TALDNQ | KAN   | CLT   | DOV    | POC   | MCH   | SON   | KEN   | DAY   | NHA   | IND    | POC   | GLN   | MCH   | BRI    | ATL    | RCH   | CHI    | NHA    | DOV   | KAN   | CLT    | TAL    | Goody's Headache Relief Shot 500 del 2014MAR | TEX   | PHO   | HOM   | 48th | 44  |
| 2014 | Blake Koch       | 35 | Ford |        | PHO37 | LVSDNQ |        |       |        |       |        |        |        |       |       |        |       |       |       |       |       |       |        |       |       |       |        |        |       |        |        |       |       |        |        |                                              |       |       |       | 48th | 44  |
| 2014 | David Reutimann  | 35 | Ford |        |       |        | BRIDNQ | CAL29 | MARDNQ | TEX38 | DARDNQ | RCH 29 |        |       |       |        |       |       |       |       |       |       |        |       |       |       |        |        |       |        |        |       |       |        |        |                                              |       |       |       | 48th | 44  |
| 2015 | Cole Whitt       | 35 | Ford | DAY22  | ATL37 | LVS32  | PHO25  | CAL24 | MAR22  | TEX35 | BRI27  | RCH36  | TAL13  | KAN35 | CLT28 | DOV26  | POC28 | MCH32 | SON22 | DAY25 | KEN37 | NHA28 | IND33  | POC27 | GLN21 | MCH27 | BRI29  | DAR43  | RCH38 | CHI29  | NHA24  | DOV28 | CLT38 | KAN33  | TAL22  | MAR20                                        | TEX27 | PHO33 | HOM28 | 31st | 553 |
| 2016 | David Gilliland  | 35 | Ford | DAYDNQ | ATL   | LVS    | PHO    | CAL   | MAR    | TEX   | BRI    | RCH    | TAL17  | KAN   | DOV   | CLT    | POC   | MCH   | SON   | DAY19 | KEN   | NHA   | IND    | POC   | GLN   | BRI   | MCH    | DAR    | RCH   | CHI    | NHA    | DOV   | CLT   | KAN    | TALDNQ | MAR                                          | TEX   | PHO   | HOM   | 42nd | 55  |

### Historia del auto No. 36
Artículo principal: BK Racing

#### JJ Yeley (2018)
En agosto de 2018, Front Row Motorsports recibió los activos de BK Racing después de hacer la oferta más alta con $ 2.8 millones. Se les otorgó la carta número 23 y la mayor parte del equipo del equipo. El equipo continuó usando el No. 23 en los autos durante el resto de la temporada con Joey Gase como conductor. El conductor israelí Alon Day condujo el automóvil en Richmond. La carrera de otoño en Talladega fue la primera vez que el equipo presentó el No. 23 como un Ford Fusion, con JJ Yeley conduciéndolo. El equipo había estado funcionando como un Toyota Camry hasta entonces.

#### Matt Tifft (2019)

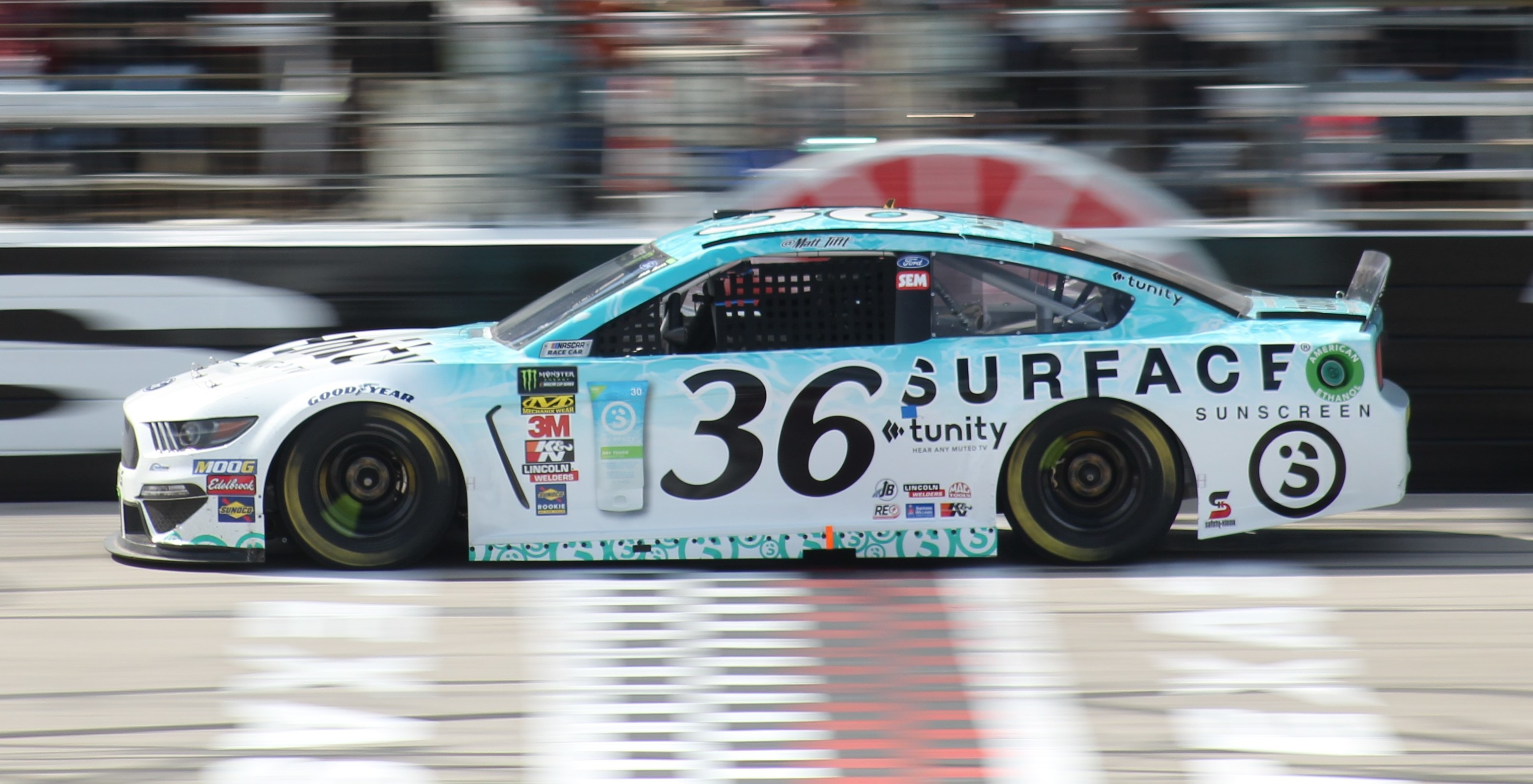
Matt Tifft en el No. 36 del Texas Motor Speedway en 2019.

El 27 de noviembre de 2018, FRM anunció que el equipo se volverá a numerar a 36, con Matt Tifft como piloto para la temporada 2019 y compitiendo por los honores de Novato del Año 2019. Tifft seleccionó 36 como su número de carrera para honrar a su mentor Ken Schrader , quien corrió con ese número en la Winston Cup Series de 2000 a 2002.
Antes de la carrera de Atlanta , el jefe de autos Brandon Lee fue expulsado de la pista luego de que el No. 36 no pasara la inspección previa a la calificación varias veces. El 23 de julio de 2019, Front Row Motorsports anunció que el jefe de equipo Mike Kelly del No. 36 cambiará al No. 38 mientras que Seth Barbour se transferirá del Ford No. 38 al No. 36 por el resto de la temporada. Antes de la carrera de Martinsville , Tifft fue trasladado de urgencia al hospital mientras Matt Crafton se hizo cargo del No. 36 para el fin de semana de la carrera. El 29 de octubre, Tifft reveló que se desmayó y sufrió un ataque en el transportador del equipo. Debido a esto, se perdió el resto de la temporada mientras John Hunter Nemechek tomó el No. 36 para las últimas tres carreras. Tifft se separó formalmente de FRM antes del final de la temporada para recuperarse de sus problemas médicos.
El 12 de diciembre de 2019, FRM anunció que el equipo No. 36 cerrará para la temporada 2020 , volviendo a una operación de dos autos. La carta fue arrendada a Rick Ware Racing, que la usa para el equipo No. 53. Sin embargo, David Ragan condujo el auto como # 36 en las 500 Millas de Daytona 2020, terminando cuarto.

#### David Ragan (2021)
El 6 de enero de 2021, se anunció que el 36 regresaría para las 500 Millas de Daytona del 2021 con David Ragan al volante.

#### Resultados del auto n. ° 36
| 2019 | Matt Tifft           | 36 | Ford | DAY36 | ATL28 | LVS34 | PHO20 | CAL26 | MAR29 | TEX24 | BRI27 | RCH29 | TAL37 | DOV32 | KAN21 | CLT20 | POC33 | MCH24 | SON28 | CHI29 | DAY9 | KEN27 | NHA24 | POC23 | GLN24 | MCH25 | BRI27 | DAR27 | IND32 | LVS30 | RCH20 | CLT25 | DOV25 | TAL13 | KAN25 |       |       |       |       | 29th | 404 |
| 2019 | Matt Crafton         | 36 | Ford |       |       |       |       |       |       |       |       |       |       |       |       |       |       |       |       |       |      |       |       |       |       |       |       |       |       |       |       |       |       |       |       | MAR25 |       |       |       | 29th | 404 |
| 2019 | John Hunter Nemechek | 36 | Ford |       |       |       |       |       |       |       |       |       |       |       |       |       |       |       |       |       |      |       |       |       |       |       |       |       |       |       |       |       |       |       |       |       | TEX21 | PHO27 | HOM23 | 29th | 404 |
| 2021 | David Ragan          | 36 | Ford | DAY37 | DAY   | HOM   | LVS   | PHO   | ATL   | BRI   | MAR   | RCH   | TAL   | KAN   | DAR   | DOV   | COA   | CLT   | SON   | NSH   | POC  | POC   | ROA   | ATL   | NHA   | GLN   | IND   | MCH   | DAY   | DAR   | RCH   | BRI   | LVS   | TAL   | CLT   | TEX   | KAN   | MAR   | PHO   | -*   | -*  |

### Historia del auto No. 37

#### N.º 61 (2006)
En abril de 2006, Front Row Motorsports compró los puntos de propietario de Peak Fitness Racing. El equipo contrató originalmente al piloto de Peak, Kevin Lepage, para conducir, sin embargo, después de solo una carrera, Lepage dejó Front Row Motorsports y se dirigió a BAM Racing. Chad Chaffin se hizo cargo del auto No. 61 después de la partida de Lepage. Brian Simo condujo el auto No. 61 para el autódromo de Infineon. En el segundo circuito de la temporada en Watkins Glen, Front Row Motorsports alquila los puntos del propietario No. 61 a No Fear Racing e ingresó al No. 92 con Johnny Miller, pero no logró calificar. Después de Watkins Glen, el equipo se ubicó en el puesto 61 durante el resto de la temporada. Chaffin corrió la mayor parte del resto de las carreras con Stanton Barrett conduciendo el auto en Dover y Lepage hizo la carrera en Atlanta.

#### No. 37 (2007-2009)

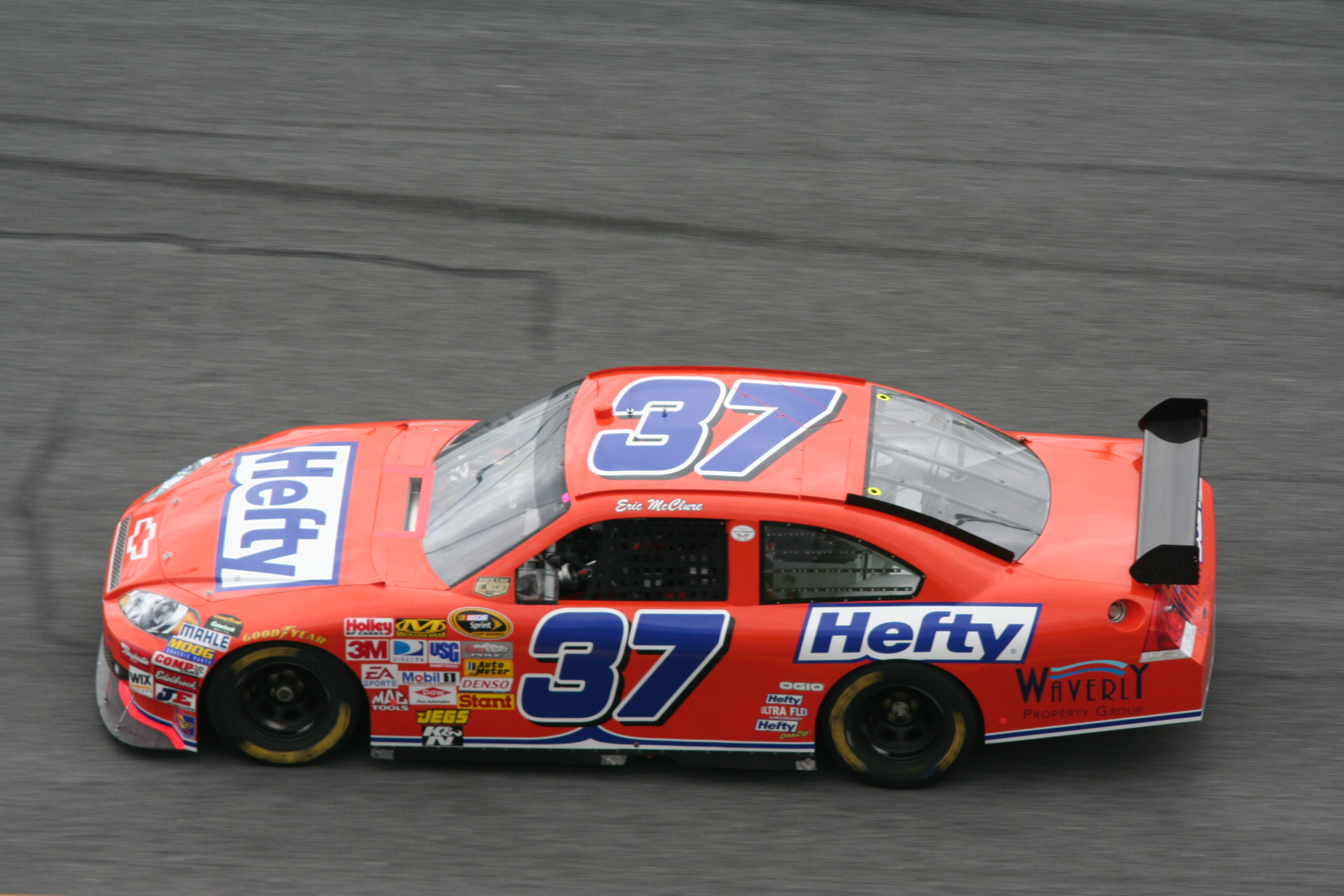
Eric McClure en el No. 37 en Daytona en 2008.

El equipo se asoció con el No. 37 de R&J Racing en 2007, sin embargo, el acuerdo fracasó a principios de la temporada, aunque Front Row retuvo los puntos del propietario del equipo y el número de auto. Bill Elliott intentó Daytona para el equipo y John Andretti y Chad Chaffin planearon competir con el auto a tiempo completo. Después de la carrera 4, Front Row Motorsports anunció que el No. 34 funcionaría a tiempo completo, y que Andretti y Chaffin intercambiarían posiciones con Lepage para que Lepage pudiera continuar a tiempo completo. Lepage no pudo clasificar veinticinco veces y se fue antes del final de la temporada. Los 37 intentaron las 500 Millas de Daytona del 2008 con Eric McClure y el patrocinador de Hefty, pero el equipo no se clasificó.
El equipo regresó a la pista para las 500 Millas de Daytona del 2009 con Tony Raines al volante, heredando los puntos del No. 34 del año anterior como resultado de la fusión con EGR, pero no calificó. El equipo ha intentado otras carreras desde entonces, haciendo la carrera en Richmond, y terminó la carrera en el puesto 41 solo después de correr 74 vueltas. No se les otorgó ningún punto para la carrera por ser una entrada tardía. El equipo también llegó a Dover, sin embargo, un pinchazo al principio de la carrera terminó la carrera del equipo y terminaron 42.os. Kevin Hamlin intentó hacer su debut en la Copa Sprint en el No. 37 en Kansas, pero no se clasificó para la carrera. Travis Kvapil no se clasificó en Lowes Motor Speedway. El n. ° 37 fue principalmente un comienzo y un estacionamiento.entrada en 2009, aunque el equipo corrió la carrera completa en Daytona con Tony Raines cuando obtuvo el patrocinio de Gander Mountain , y también Homestead con Travis Kvapil cuando Miccosukee Indian Gaming & Resort patrocinó al equipo después de que David Stremme no calificara en Phoenix Racing. entrada. Scott Egglestion fue el jefe de equipo del automóvil durante la mayor parte de 2009, con Buddy Sisco como jefe durante la Coke Zero 400 y Peter Sospenzo uniéndose al equipo durante la segunda mitad de la temporada. Camino supuesto timbre Tony Ave condujo el coche # 37 de Long John Silver en Watkins Glen, colocando 43.º después de soplar un motor en la vuelta 8.

#### Kevin Conway (2010)
Para la temporada 2010, el No. 37 se convirtió en un equipo Ford de tiempo completo y el novato Kevin Conway estaba programado para conducir el No. 37, con su patrocinador de toda la vida, Extenze. subiendo a bordo, con Peter Sospenzo como jefe de equipo. El equipo comenzó en el Top 35 después de adquirir los puntos de propietario de los antiguos autos de Doug Yates. Kvapil condujo el No. 37 en las 500 Millas de Daytona de 2010, ya que NASCAR no le dio la aprobación a Conway para competir en Daytona debido a la falta de experiencia en supervelocidad. Conway no pudo mantener el auto entre los 35 primeros en puntos, por lo que él, su patrocinador y la tripulación (que se conoce como la tripulación Extenze / A&W) saltarían al número más alto en puntos en ese momento para asegurarse de que y su patrocinador calificaría. Conway eventualmente sería liberado de FRM, ExtenZe removido del auto, él y su patrocinador demandaron por falta de pago y fueron reemplazados por una rotación de los veteranos de NASCAR Tony Raines y Dave Blaney. A&W All American Food se mostraría en el automóvil en ausencia de ExtenZe, otra franquicia de Jenkins. Peter Sospenzo y su equipo permanecieron con el auto de A&W hasta Atlanta en septiembre, cuando Sospenzo y su equipo se trasladaron al auto de Taco Bell de David Gilliland. Randy Seals y el ex equipo de Taco Bell se trasladaron al equipo de A&W. El auto No. 37 terminaría 33 ° en puntos de propietarios, con Conway teniendo un mejor resultado 14 ° en Daytona (uno de solo 4 finales mejor que 30 para él), Blaney teniendo un mejor resultado 24 ° en Atlanta y Raines con un mejor resultado del 28º lugar en Bristol (estaba entre los 20 primeros en Martinsville antes de que un pinchazo terminara su día). Gilliland también corrió el número de vez en cuando con su equipo de Taco Bell.

#### Max Q Motorsports (2011)
Para 2011, Robert Richardson Jr.volvió a conducir las 500 Millas de Daytona en el No. 37 con la compañía de su padre, North Texas Pipe, patrocinando el viaje. El piloto Tony Raines lo vio durante la carrera. Después de Daytona, FRM llegó a un acuerdo con Larry Gunselmans Max Q Motorsports para administrar el No. 37 durante el resto del año. Gunselman luego compró todos los activos del equipo y FRM ya no está involucrado en el No. 37.

#### Resultados del auto n. ° 37
| 2006 | Kevin Lepage          | 61 | Dodge | DAY    | CAL    | LVS    | ATL    | BRI    | MAR    | TEX    | PHO    | TAL    | RCH42  |        |        |        |        |        |        |       |        |        |        |        |        |        |        |        |        |        |        |        |        |        |        |       | TEXDNQ |       | HOMDNQ | 42nd | 1484 |
| 2006 | Chad Chaffin          | 61 | Dodge |        |        |        |        |        |        |        |        |        |        | DARDNQ |        | DOVDNQ |        | MCHDNQ |        |       |        |        | POCDNQ |        |        |        |        | CALDNQ | RCH38  | NHA34  |        | KAN37  |        | CLTDNQ | MARDNQ |       |        | PHO35 |        | 42nd | 1484 |
| 2006 | Chad Chaffin          | 61 | Ford  |        |        |        |        |        |        |        |        |        |        |        | CLTDNQ |        | POC33  |        |        |       |        |        |        |        |        |        |        |        |        |        |        |        |        |        |        |       |        |       |        | 42nd | 1484 |
| 2006 | Brian Simo            | 61 | Chevy |        |        |        |        |        |        |        |        |        |        |        |        |        |        |        | SONDNQ |       |        |        |        |        |        |        |        |        |        |        |        |        |        |        |        |       |        |       |        | 42nd | 1484 |
| 2006 | Chad Chaffin          | 61 | Chevy |        |        |        |        |        |        |        |        |        |        |        |        |        |        |        |        | DAY35 |        |        |        |        |        | MCHDNQ | BRIDNQ |        |        |        |        |        | TALDNQ |        |        |       |        |       |        | 42nd | 1484 |
| 2006 | Chad Blount           | 61 | Dodge |        |        |        |        |        |        |        |        |        |        |        |        |        |        |        |        |       | CHIDNQ |        |        |        |        |        |        |        |        |        |        |        |        |        |        |       |        |       |        | 42nd | 1484 |
| 2006 | Ted Christopher       | 61 | Chevy |        |        |        |        |        |        |        |        |        |        |        |        |        |        |        |        |       |        | NHADNQ |        |        |        |        |        |        |        |        |        |        |        |        |        |       |        |       |        | 42nd | 1484 |
| 2006 | Derrike Cope          | 61 | Chevy |        |        |        |        |        |        |        |        |        |        |        |        |        |        |        |        |       |        |        |        | INDDNQ |        |        |        |        |        |        |        |        |        |        |        |       |        |       |        | 42nd | 1484 |
| 2006 | Stanton Barrett       | 61 | Dodge |        |        |        |        |        |        |        |        |        |        |        |        |        |        |        |        |       |        |        |        |        |        |        |        |        |        |        | DOV35  |        |        |        |        |       |        |       |        | 42nd | 1484 |
| 2006 | Kevin Lepage          | 61 | Chevy |        |        |        |        |        |        |        |        |        |        |        |        |        |        |        |        |       |        |        |        |        |        |        |        |        |        |        |        |        |        |        |        | ATL43 |        |       |        | 42nd | 1484 |
| 2007 | Bill Elliott          | 37 | Dodge | DAYDNQ |        |        |        |        |        |        |        |        |        |        |        |        |        |        |        |       |        |        |        |        |        |        |        |        |        |        |        |        |        |        |        |       |        |       |        | 49th | 683  |
| 2007 | John Andretti         | 37 | Dodge |        | CAL34  | LVSDNQ | ATLDNQ |        |        | TEXDNQ | PHODNQ | TALDNQ |        |        |        |        |        |        |        |       |        |        |        |        |        |        |        |        |        |        |        |        |        |        |        |       |        |       |        | 49th | 683  |
| 2007 | Kevin Lepage          | 37 | Dodge |        |        |        |        | BRIDNQ | MARDNQ |        |        |        | RCHDNQ | DAR42  | CLTDNQ | DOVDNQ | POCDNQ | MCHDNQ |        | NHA35 | DAYDNQ | CHIDNQ | INDDNQ | POCDNQ |        | MCHDNQ | BRIDNQ | CAL    | RCHDNQ | NHADNQ | DOVDNQ | KAN    | TALDNQ | CLT    | MARDNQ | ATL   | TEX    | PHO   | HOM    | 49th | 683  |
| 2007 | Brian Simo            | 37 | Dodge |        |        |        |        |        |        |        |        |        |        |        |        |        |        |        | SONDNQ |       |        |        |        |        | GLNDNQ |        |        |        |        |        |        |        |        |        |        |       |        |       |        | 49th | 683  |
| 2008 | Eric McClure          | 37 | Chevy | DAYDNQ | CAL    | LVS    | ATL    | BRI    | MAR    | TEX    | PHO    | TAL    | RCH    | DAR    | CLT    | DOV    | POC    | MCH    | SON    | NHA   | DAY    | CHI    | IND    | POC    | GLN    | MCH    | BRI    | CAL    | RCH    | NHA    | DOV    | KAN    | TAL    | CLT    | MAR    | ATL   | TEX    | PHO   | HOM    | 62nd | 16   |
| 2009 | Tony Raines           | 37 | Dodge | DAYDNQ | CALDNQ | LVSDNQ | ATL    | BRI    |        |        |        |        |        |        |        |        |        | MCH43  |        | NHA41 | DAY30  |        |        | POC42  |        | MCHDNQ | BRI42  | ATLDNQ | RCHDNQ | NHA43  | DOV43  |        | CALDNQ |        |        |       |        |       |        | 45th | 814  |
| 2009 | Tony Raines           | 37 | Chevy |        |        |        |        |        | MARDNQ | TEX    | PHO    | TAL    | RCH41  | DAR    | CLT    | DOV42  | POCDNQ |        |        |       |        | CHIDNQ | IND    |        |        |        |        |        |        |        |        |        |        |        |        |       | TEXDNQ | PHO43 |        | 45th | 814  |
| 2009 | Chris Cook            | 37 | Dodge |        |        |        |        |        |        |        |        |        |        |        |        |        |        |        | SONDNQ |       |        |        |        |        |        |        |        |        |        |        |        |        |        |        |        |       |        |       |        | 45th | 814  |
| 2009 | Tony Ave              | 37 | Dodge |        |        |        |        |        |        |        |        |        |        |        |        |        |        |        |        |       |        |        |        |        | GLN43  |        |        |        |        |        |        |        |        |        |        |       |        |       |        | 45th | 814  |
| 2009 | Kevin Hamlin          | 37 | Dodge |        |        |        |        |        |        |        |        |        |        |        |        |        |        |        |        |       |        |        |        |        |        |        |        |        |        |        |        | KANDNQ |        |        |        |       |        |       |        | 45th | 814  |
| 2009 | Travis Kvapil         | 37 | Dodge |        |        |        |        |        |        |        |        |        |        |        |        |        |        |        |        |       |        |        |        |        |        |        |        |        |        |        |        |        |        | CLTDNQ | MAR43  | TAL   |        |       |        | 45th | 814  |
| 2009 | Travis Kvapil         | 37 | Chevy |        |        |        |        |        |        |        |        |        |        |        |        |        |        |        |        |       |        |        |        |        |        |        |        |        |        |        |        |        |        |        |        |       |        |       | HOM37  | 45th | 814  |
| 2010 | Travis Kvapil         | 37 | Ford  | DAY29  |        |        |        |        |        |        |        |        |        |        |        |        |        |        | SON24  |       |        |        | IND24  |        | GLN30  |        |        |        |        |        |        |        |        |        |        |       |        |       |        | 33rd | 2579 |
| 2010 | Kevin Conway          | 37 | Ford  |        | CAL31  | LVS36  | ATL31  | BRI28  |        |        |        |        |        | DAR33  | DOV30  |        |        |        |        |       |        |        |        |        |        |        |        |        |        |        |        |        |        |        |        |       |        |       |        | 33rd | 2579 |
| 2010 | David Gilliland       | 37 | Ford  |        |        |        |        |        | MAR19  | PHO32  | TEX29  |        | RCH31  |        |        | CLT26  | POC33  | MCH35  |        | NHA35 |        | CHI32  |        | POC30  |        | MCH36  |        | ATL20  | RCH37  | NHA33  |        | KAN32  |        |        | MAR37  | TAL33 |        | PHO38 | HOM25  | 33rd | 2579 |
| 2010 | Robert Richardson Jr. | 37 | Ford  |        |        |        |        |        |        |        |        | TAL26  |        |        |        |        |        |        |        |       | DAY23  |        |        |        |        |        |        |        |        |        |        |        |        |        |        |       |        |       |        | 33rd | 2579 |
| 2010 | Tony Raines           | 37 | Ford  |        |        |        |        |        |        |        |        |        |        |        |        |        |        |        |        |       |        |        |        |        |        |        | BRI28  |        |        |        | DOV31  |        |        |        |        |       |        |       |        | 33rd | 2579 |
| 2010 | Dave Blaney           | 37 | Ford  |        |        |        |        |        |        |        |        |        |        |        |        |        |        |        |        |       |        |        |        |        |        |        |        |        |        |        |        |        | CAL29  | CLT32  |        |       | TEX42  |       |        | 33rd | 2579 |
| 2011 | Robert Richardson Jr. | 37 | Ford  | DAY38  | PHO    | LVS    | BRI    | CAL    | MAR    | TEX    | TAL    | RCH    | DAR    | DOV    | CLT    | KAN    | POC    | MCH    | SON    | DAY   | KEN    | NHA    | IND    | POC    | GLN    | MCH    | BRI    | ATL    | RCH    | CHI    | NHA    | DOV    | KAN    | CLT    | TAL    | MAR   | TEX    | PHO   | HOM    | 39th | 186  |

### Historia del auto No. 38

#### David Gilliland (2010)
Front Row Motorsports agregó un tercer equipo en 2010, con David Gilliland como piloto principal y Robert Richardson, Jr. compartiendo el viaje durante al menos 3 carreras durante todo el año. Randy Seals viene de Richard Petty Motorsports como jefe de equipo. Richardson corrió las 500 Millas de Daytona 2010 con el patrocinio de Mahindra Tractors, y Gilliland exhibió Taco Bell para las otras carreras. El equipo formó una alianza con Doug Yates en febrero de 2010 y obtuvo exenciones al Top 35 para las primeras cinco carreras de 2010 de un ex Yates Racing. Gilliland y su equipo líder de Randy Seals, Taco Bell, intercambiaron entre el No. 38 y el No. 37 a lo largo de la temporada. Kevin Conway y Dave Blaney corrieron carreras bajo el No. 38 con el equipo ExtenZe / A & W, y Kvapil corrió carreras con el No. 38 y el equipo de su LJS. En Pocono en agosto, con Kvapil y su entonces jefe de equipo Steven Lane en el No. 38, se determinó que el auto tenía un vástago de válvula ilegal en uno de los neumáticos, lo que resultó en una deducción de 150 puntos por el auto No. 38. la suspensión y multas del jefe de equipo Steven Lane, la suspensión del jefe de automóviles Richard Bourgeois y el especialista en neumáticos Michael Harrold. Steven Lane fue liberado del equipo poco después y reemplazado por Brian Burns en el equipo de LJS. El equipo nunca recuperó el estatus de top 35, se perdió carreras y terminó 36º en los puntos.

#### Travis Kvapil (2011)

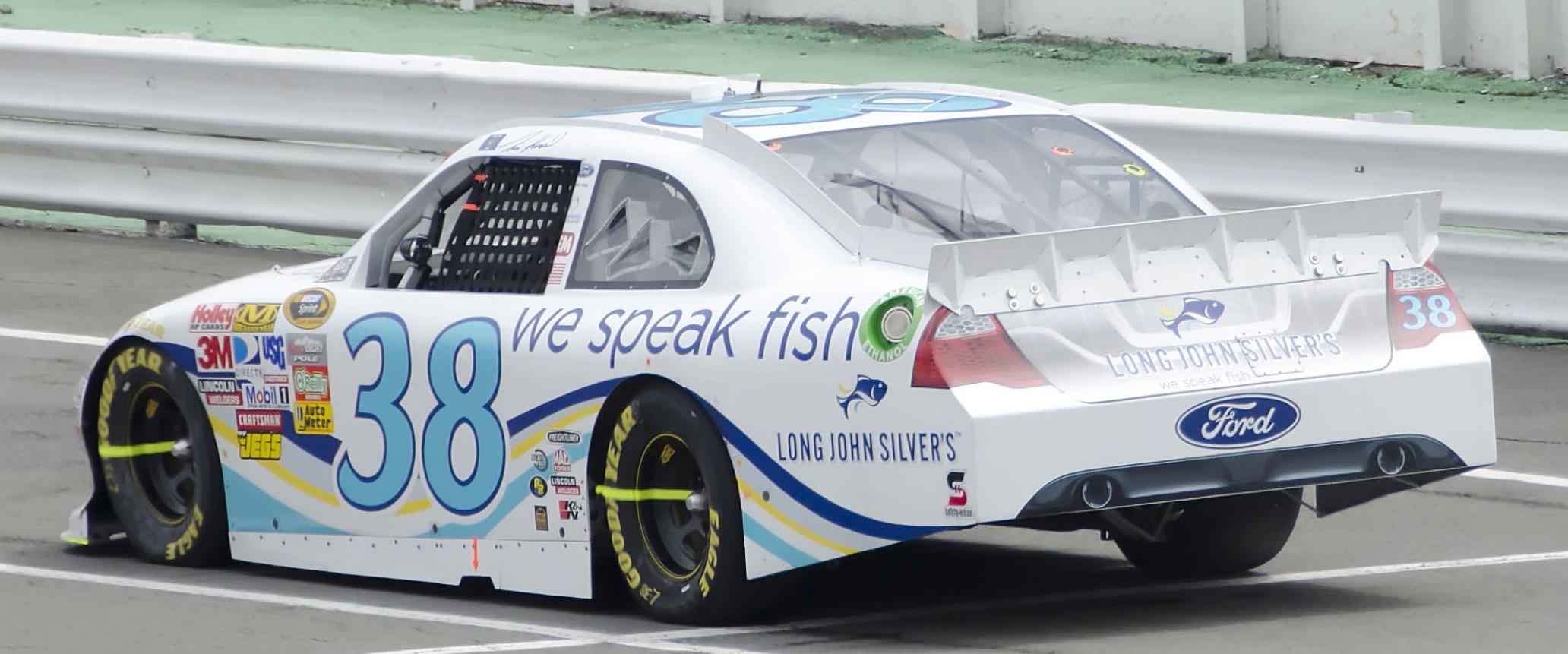
Travis Kvapil en el No. 38 en Pocono Raceway en 2011.

Para 2011, Travis Kvapil regresó a FRM para conducir el Ford No. 38 Long John Silver, sin embargo, Kvapil optó por correr por el campeonato de la Camping World Truck Series . El No. 38 fue bloqueado en el campo después de Daytona, ya que el No. 77 de Penske Racing / Rusty Wallace Racing no pasó a Daytona y, a su vez, cedió su lugar bloqueado al No. 38. Bill Henderson Se unió a FRM como jefe de equipo del No. 38 luego de un período en Prism Motorsports en 2010, sin embargo, se separó del equipo después de la carrera en Las Vegas. Jay Guy se incorporó como jefe de equipo en California.
Kvapil se perdió dos carreras debido a obligaciones de la Serie de Camionetas, y después del debut del auto No. 55 y la firma de JJ Yeley, los dos pilotos dividieron el tiempo en los autos No. 38 y No. 55 durante la temporada.

#### David Gilliland (2012-2015)

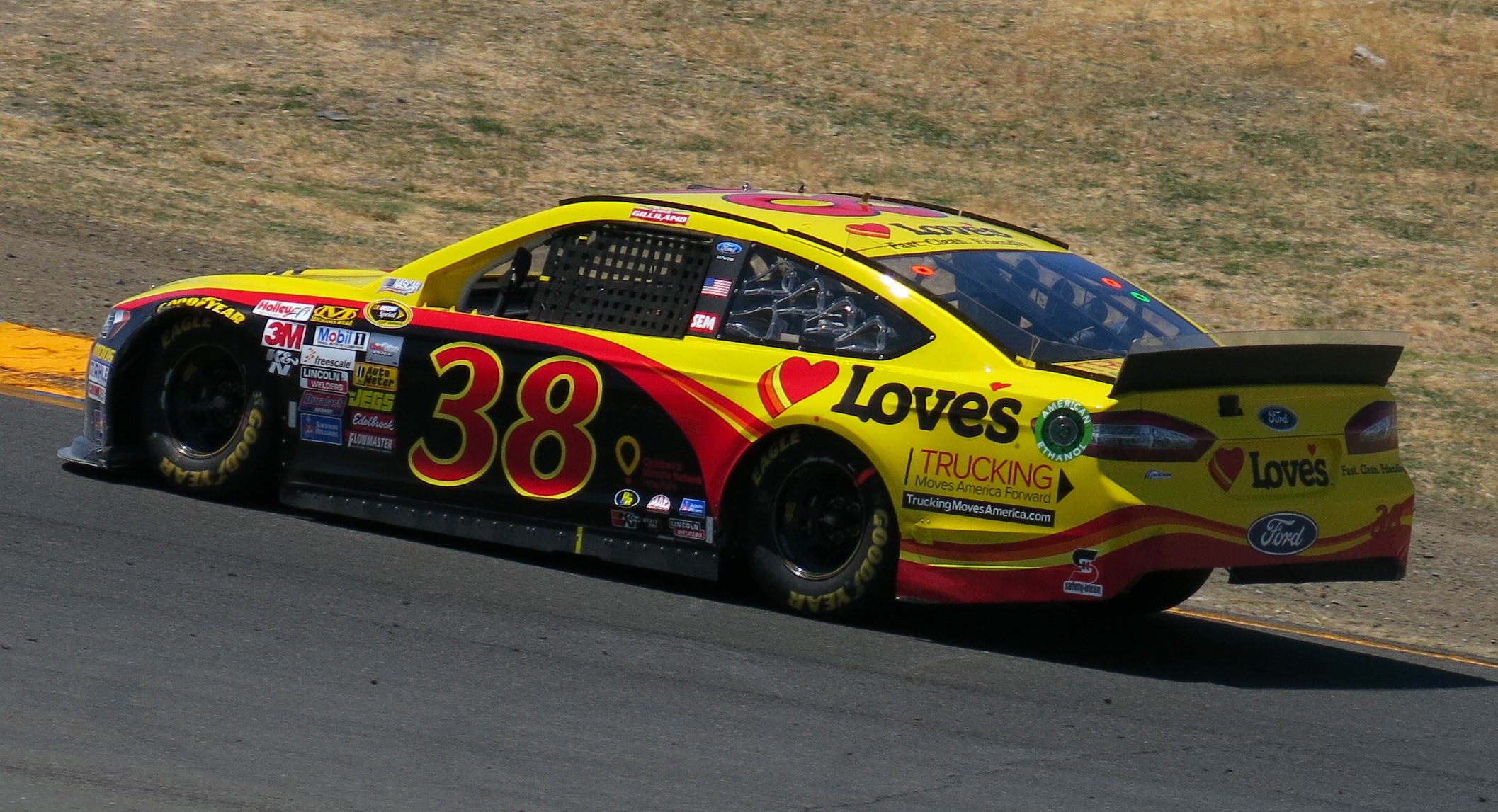
David Gilliland en el No. 38 en Sonoma Raceway en 2014.

Para 2012, David Gilliland regresó al No. 38, después de conducir el No. 34 del equipo en 2011. El equipo también había firmado ModSpace / United Rentals para un patrocinio primario de varias carreras del No. 38 a partir de Texas en abril. Pat Tryson era el jefe de equipo del No. 38. El equipo también firmó a Maximum Human Performance con un patrocinio de varias carreras comenzando con las 500 Millas de Daytona. FRM tendría una variedad de otros patrocinadores a lo largo de la temporada. Gilliland terminaría 28º en puntos.
En 2013, David Gilliland continuó conduciendo el No. 38 a tiempo completo para FRM. En el Aaron's 499 de 2013 , Gilliland empujó a su compañero de equipo Ragan a la bandera marcada, produciendo un resultado de 1-2 para Front Row. Gilliland pasó a registrar dos top 10 en la temporada y terminó 26º en puntos.
En 2014, Gilliland regresó al No. 38. Love's Travel Stops aumentó su patrocinio del equipo a 12 carreras. El equipo comenzó la temporada lentamente y tuvo problemas, especialmente en las pistas intermedias. El equipo No. 38 rebotaría y Gilliland ganó la pole en la carrera de verano de Daytona , la primera pole para FRM.
Gilliland regresó al No. 38 para 2015, con Love's Travel Stops intensificando aún más su patrocinio a 18 carreras. Gilliland comenzó la temporada terminando 11 ° en las 500 Millas de Daytona. El No. 38 también obtuvo el patrocinio de Farm Rich durante Talladega (un patrocinador del auto No. 34 de FRM). Después de una temporada alta y baja, Gilliland fue despedido del equipo después de seis años.

#### Landon Cassill (2016)

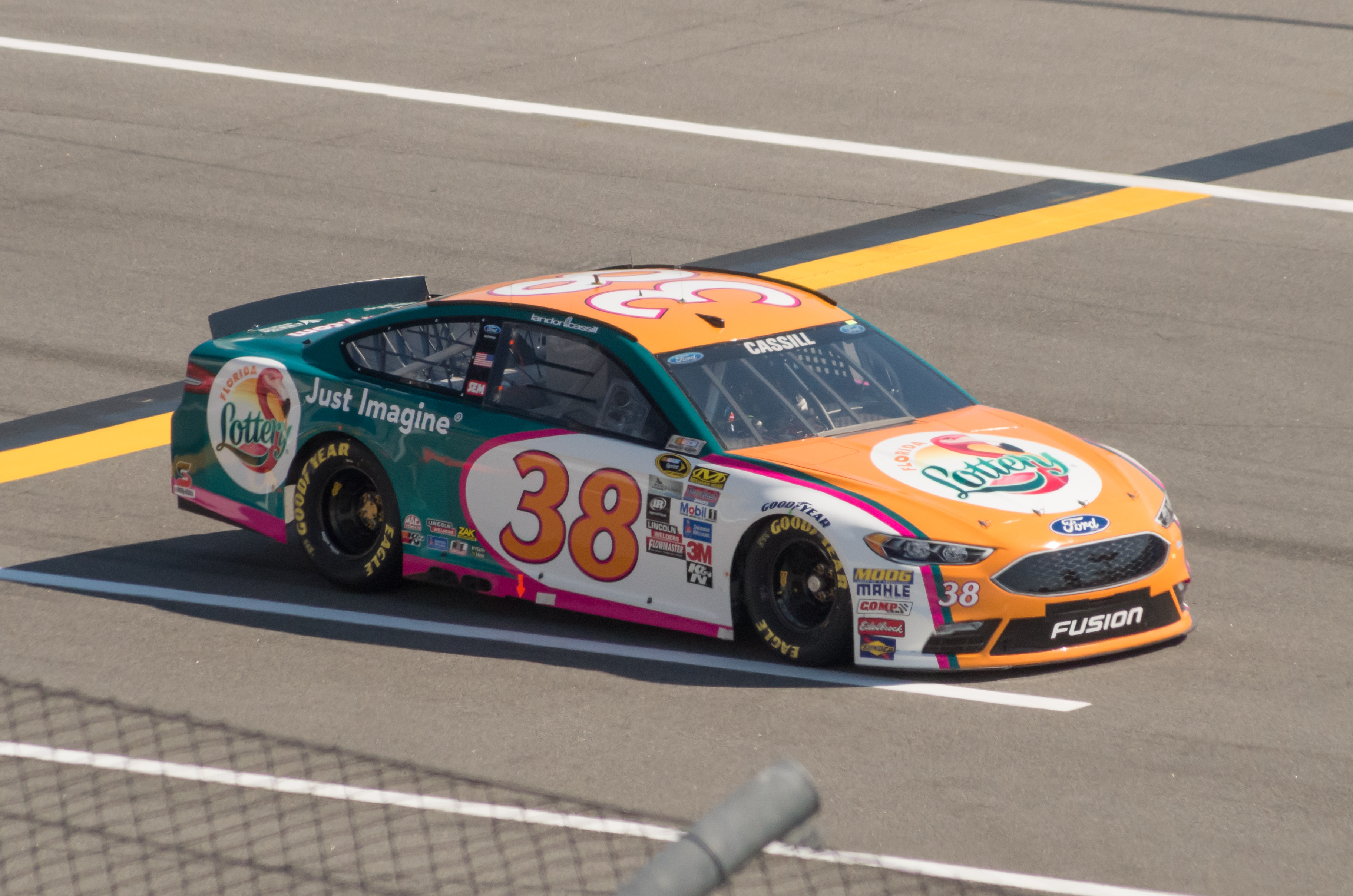
Landon Cassill en el Daytona International Speedway en 2016

En 2016, FRM anunció una alianza con Roush-Fenway Racing. El 20 de enero de 2016, se anunció que FRM contrató a Landon Cassill conduciendo a tiempo completo el Ford No. 38, trayendo a su patrocinador Snap Fitness para algunas carreras, así como a la Lotería de la Florida . Cassill terminó la temporada terminando 29º en puntos.

#### David Ragan (2017-2019)

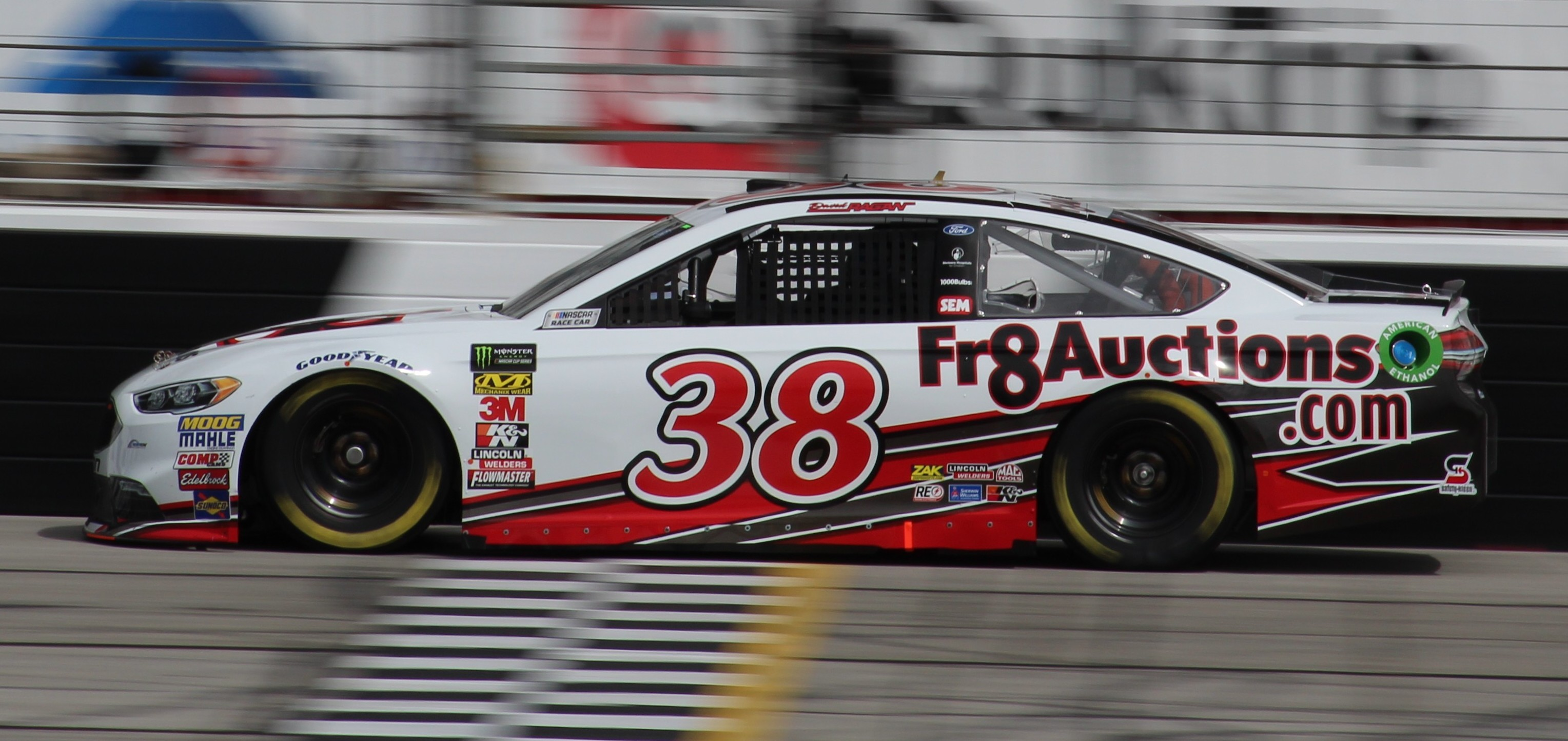
David Ragan en el No. 38 del Atlanta Motor Speedway en 2018.

El 16 de diciembre de 2016, se anunció que Cassill cambiaría al auto No. 34 recién inaugurado y que David Ragan se uniría a FRM para conducir el No. 38. Antes de las 500 Millas de Daytona del 2017, Ragan adquirió el patrocinio de Camping World y Jacob Empresas. Ragan terminó 2017 con tres Top 10 y un 30.º lugar en puntos.
Ragan mejoró enormemente en 2018. Si bien solo logró un resultado entre los 10 primeros, en Talladega Superspeedway en la primavera, registró 16 entre los 20 primeros, incluidos cuatro en las últimas cinco carreras de la temporada, y terminó en el puesto 25, el mejor del equipo en los puntos finales. posiciones.
Ragan regresó al equipo en 2019. El 23 de julio de 2019, Front Row Motorsports anunció que el jefe de equipo Mike Kelly del No. 36 cambiará al No. 38 mientras que Seth Barbour se transferirá del No. 38 al No. 36 Ford por el resto de la temporada. Ragan se retiró de la competencia a tiempo completo al final de la temporada 2019.

#### John Hunter Nemechek (2020)
El 12 de diciembre de 2019, FRM anunció que John Hunter Nemechek reemplazará a Ragan como el conductor del Ford No. 38 para la temporada 2020 y competirá por los honores de Novato del Año de NASCAR 2020 . Además, Barbour volverá como jefe de equipo del equipo. Nemechek fue el novato con mejor puntuación en las 500 Millas de Daytona , llegando a casa en el puesto 14 y anotando tres top 10, incluidos dos octavos puestos en ambas carreras de Talladega. Sin embargo, la inconsistencia plagó al equipo y terminó la temporada 27 en puntos.
El 16 de noviembre de 2020, Nemechek se separó de FRM.

#### Anthony Alfredo (2021-presente)
El 6 de enero de 2021, se anunció que Anthony Alfredo reemplazaría a John Hunter Nemechek como conductor del Ford No. 38 para la temporada 2021.

#### Resultados del auto n. ° 38
| 2010 | Robert Richardson Jr. | 38 | Ford | DAY31 |       |       |       |       |       |        |       |       |       |       |       |       |       |       |        |       |       |       |        |       |       |       |       |       |       |       |       |       |       |       |       |        |       |       |       | 36th | 2454 |  |
| 2010 | David Gilliland       | 38 | Ford |       | CAL26 | LVS30 | ATL26 | BRI23 |       |        |       |       |       | DAR35 | DOV25 |       |       |       | SON19  |       |       |       | INDDNQ |       | GLN27 |       | BRI26 |       |       |       | DOV30 |       | CAL20 | CLT28 |       |        | TEX29 |       |       | 36th | 2454 |  |
| 2010 | Kevin Conway          | 38 | Ford |       |       |       |       |       | MAR31 | PHO33  | TEX27 | TAL30 | RCH37 |       |       |       |       |       |        |       |       |       |        |       |       |       |       |       |       |       |       |       |       |       |       |        |       |       |       | 36th | 2454 |  |
| 2010 | Travis Kvapil         | 38 | Ford |       |       |       |       |       |       |        |       |       |       |       |       | CLT28 | POC22 | MCH31 |        |       | DAY34 | CHI31 |        | POC29 |       | MCH30 |       |       | RCH35 | NHA32 |       |       |       |       | MAR35 | TALDNQ |       | PHO34 |       | 36th | 2454 |  |
| 2010 | Dave Blaney           | 38 | Ford |       |       |       |       |       |       |        |       |       |       |       |       |       |       |       |        |       |       |       |        |       |       |       |       | ATL24 |       |       |       | KAN31 |       |       |       |        |       |       | HOM36 | 36th | 2454 |  |
| 2011 | Travis Kvapil         | 38 | Ford | DAY32 | PHO39 | LVS33 | BRI26 | CAL35 | MAR37 | TEXDNQ | TAL29 | RCH30 | DAR26 | DOV31 | CLT25 | KAN34 |       | MCH31 |        | DAY29 | KEN29 |       | INDDNQ | POC31 |       | MCH28 | BRI37 |       | RCH28 |       |       |       | KAN27 |       | TAL21 | MAR16  | TEX31 |       | HOM22 | 35th | 494  |  |
| 2011 | Sam Hornish Jr.       | 38 | Ford |       |       |       |       |       |       |        |       |       |       |       |       |       | POC35 |       |        |       |       |       |        |       |       |       |       |       |       |       |       |       |       |       |       |        |       |       |       | 35th | 494  |  |
| 2011 | Tony Ave              | 38 | Ford |       |       |       |       |       |       |        |       |       |       |       |       |       |       |       | SONDNQ |       |       |       |        |       |       |       |       |       |       |       |       |       |       |       |       |        |       |       |       | 35th | 494  |  |
| 2011 | J.J. Yeley            | 38 | Ford |       |       |       |       |       |       |        |       |       |       |       |       |       |       |       |        |       |       | NHA23 |        |       |       |       |       | ATL25 |       | CHI34 | NHA27 | DOV34 |       | CLT22 |       |        |       | PHO28 |       | 35th | 494  |  |
| 2011 | Terry Labonte         | 38 | Ford |       |       |       |       |       |       |        |       |       |       |       |       |       |       |       |        |       |       |       |        |       | GLN34 |       |       |       |       |       |       |       |       |       |       |        |       |       |       | 35th | 494  |  |
| 2012 | David Gilliland       | 38 | Ford | DAY23 | PHO28 | LVS33 | BRI26 | CAL30 | MAR28 | TEX31  | KAN27 | RCH36 | TAL13 | DAR25 | CLT26 | DOV40 | POC23 | MCH27 | SON26  | KEN28 | DAY31 | NHA27 | IND27  | POC21 | GLN20 | MCH18 | BRI20 | ATL31 | RCH31 | CHI28 | NHA32 | DOV32 | TAL15 | CLT23 | KAN23 | MAR30  | TEX35 | PHO36 | HOM33 | 31st | 605  |  |
| 2013 | David Gilliland       | 38 | Ford | DAY38 | PHO37 | LVS28 | BRI24 | CAL29 | MAR28 | TEX32  | KAN23 | RCH27 | TAL2  | DAR29 | CLT20 | DOV37 | POC24 | MCH22 | SON24  | KEN28 | DAY15 | NHA18 | IND35  | POC39 | GLN25 | MCH37 | BRI25 | ATL17 | RCH23 | CHI28 | NHA39 | DOV30 | KAN24 | CLT29 | TAL7  | MAR23  | TEX26 | PHO24 | HOM27 | 27th | 648  |  |
| 2014 | David Gilliland       | 38 | Ford | DAY36 | PHO39 | LVS30 | BRI22 | CAL38 | MAR26 | TEX22  | DAR28 | RCH20 | TAL40 | KAN37 | CLT43 | DOV29 | POC28 | MCH26 | SON21  | KEN30 | DAY35 | NHA24 | IND36  | POC17 | GLN22 | MCH21 | BRI25 | ATL28 | RCH29 | CHI34 | NHA27 | DOV33 | KAN30 | CLT32 | TAL29 | MAR22  | TEX34 | PHO24 | HOM31 | 30th | 554  |  |
| 2015 | David Gilliland       | 38 | Ford | DAY11 | ATL22 | LVS23 | PHO29 | CAL35 | MAR25 | TEX28  | BRI18 | RCH31 | TAL20 | KAN32 | CLT33 | DOV25 | POC27 | MCH42 | SON43  | DAY40 | KEN29 | NHA21 | IND29  | POC33 | GLN33 | MCH32 | BRI36 | DAR27 | RCH33 | CHI32 | NHA28 | DOV30 | CLT27 | KAN36 | TAL32 | MAR24  | TEX29 | PHO30 | HOM32 | 32nd | 533  |  |
| 2016 | Landon Cassill        | 38 | Ford | DAY23 | ATL36 | LVS28 | PHO25 | CAL16 | MAR28 | TEX25  | BRI22 | RCH27 | TAL11 | KAN31 | DOV19 | CLT27 | POC36 | MCH25 | SON29  | DAY31 | KEN29 | NHA28 | IND20  | POC30 | GLN23 | BRI20 | MCH39 | DAR30 | RCH36 | CHI29 | NHA29 | DOV29 | CLT19 | KAN27 | TAL21 | MAR29  | TEX29 | PHO20 | HOM21 | 31st | 530  |  |
| 2017 | David Ragan           | 38 | Ford | DAY25 | ATL23 | LVS29 | PHO35 | CAL31 | MAR24 | TEX28  | BRI23 | RCH19 | TAL10 | KAN17 | CLT23 | DOV30 | POC25 | MCH29 | SON31  | DAY6  | KEN24 | NHA29 | IND38  | POC22 | GLN27 | MCH30 | BRI17 | DAR25 | RCH27 | CHI29 | NHA29 | DOV21 | CLT37 | TAL10 | KAN17 | MAR28  | TEX30 | PHO33 | HOM17 | 30th | 447  |  |
| 2018 | David Ragan           | 38 | Ford | DAY30 | ATL23 | LVS23 | PHO22 | CAL25 | MAR25 | TEX23  | BRI12 | RCH33 | TAL6  | DOV27 | KAN13 | CLT25 | POC16 | MCH38 | SON22  | CHI38 | DAY15 | KEN18 | NHA29  | POC19 | GLN26 | MCH27 | BRI17 | DAR18 | IND24 | LVS27 | RCH23 | CLT16 | DOV24 | TAL39 | KAN19 | MAR18  | TEX24 | PHO20 | HOM20 | 26th | 524  |  |
| 2019 | David Ragan           | 38 | Ford | DAY30 | ATL16 | LVS28 | PHO25 | CAL25 | MAR26 | TEX25  | BRI21 | RCH28 | TAL23 | DOV26 | KAN27 | CLT15 | POC30 | MCH34 | SON20  | CHI23 | DAY38 | KEN29 | NHA34  | POC36 | GLN22 | MCH16 | BRI36 | DAR26 | IND20 | LVS22 | RCH19 | CLT35 | DOV27 | TAL29 | KAN26 | MAR11  | TEX35 | PHO36 | HOM27 | 31st | 388  |  |
| 2020 | John Hunter Nemechek  | 38 | Ford | DAY11 | LVS24 | CAL25 | PHO25 | DAR9  | DAR35 | CLT16  | CLT13 | BRI13 | ATL23 | MAR25 | HOM19 | TAL8  | POC24 | POC19 | IND15  | KEN36 | TEX22 | KAN19 | NHA36  | MCH36 | MCH23 | DAY35 | DOV24 | DOV20 | DAY11 | DAR36 | RCH30 | BRI20 | LVS20 | TAL8  | CLT36 | KAN17  | TEX22 | MAR26 | PHO26 | 28th | 534  |  |
| 2021 | Anthony Alfredo       | 38 | Ford | DAY32 | DAY22 | HOM24 | LVS24 | PHO37 | ATL27 | BRI39  | MAR26 | RCH31 | TAL   | KAN   | DAR   | DOV   | COA   | CLT   | SON    | NSH   | POC   | POC   | ROA    | ATL   | NHA   | GLN   | IND   | MCH   | DAY   | DAR   | RCH   | BRI   | LVS   | TAL   | CLT   | TEX    | KAN   | MAR   | PHO   | -*   | -*   |  |

### Historia del auto No. 92

#### No. 92 (2005-2006)
FRM envió el Chevy No. 92 para varios conductores en 2005. Debutó en las 500 Millas de Daytona del 2005 con Stanton Barrett al volante, pero no calificó. Después de perderse las siguientes tres carreras, el equipo finalmente se metió en una carrera en Food City 500 en Bristol Motor Speedway, donde Barrett terminó 41º después de sufrir problemas de presión de aceite. Después de la carrera de primavera en Dover, Tony Raines condujo el auto en el Chevy American Revolution 400 en Richmond International Raceway, terminando 35º. Luego, Hermie Sadler y Eric McClure comenzaron a compartir el viaje, aunque McClure no calificó para una carrera en el auto. Johnny Miller condujo el auto en Watkins Glen, terminando 29º. Otro conductor, Chad Chaffin, también asumió las funciones de conducción, no conseguir la clasificación en su primer intento de Martinsville Speedway , y luego calificar 43a la próxima semana en el Atlanta Motor Speedway antes de entregar el coche a Bobby Hamilton Jr.  A finales de año, el equipo formó una asociación para compartir equipos con Mach 1 Racing, y eso finalmente se convirtió en el equipo que se mudó a la tienda de Mach 1 y contrató a su antiguo equipo.
Chad Chaffin comenzó la temporada 2006 con el equipo No. 92, sin embargo, después de dos carreras fue trasladado al equipo No. 34. Chad Blount se haría cargo del auto hasta Talladega, donde FRM decidió que el equipo cerró la operación No. 92. El equipo acaba de hacer una de las nueve carreras que intentó y citó la falta de rendimiento como una razón para el cierre del equipo.

#### Resultados del auto No. 92
| 2005                                                                  | Stanton Barrett | 92 | Chevy | DAYDNQ | CALDNQ | LVSDNQ | ATLDNQ | BRI41  | MARDNQ | TEXDNQ | PHO30  | TALDNQ | DAR31 |       |        | DOV34 |        |        | SONDNQ |       |        |        |        |        |        |        |       |       |        |       |        |        |       |        |        |        |        |        |        | 41st | 1395 |
| 2005                                                                  | Tony Raines     | 92 | Chevy |        |        |        |        |        |        |        |        |        |       | RCH35 | CLTDNQ |       |        |        |        |       |        |        |        | INDDNQ |        |        |       |       |        |       |        |        |       |        |        |        |        |        |        | 41st | 1395 |
| 2005                                                                  | Hermie Sadler   | 92 | Chevy |        |        |        |        |        |        |        |        |        |       |       |        |       | POCDNQ |        |        | DAY30 |        | NHADNQ | POCDNQ |        |        |        | BRI30 |       | RCHDNQ |       | DOVDNQ |        |       |        |        |        |        |        |        | 41st | 1395 |
| 2005                                                                  | Eric McClure    | 92 | Chevy |        |        |        |        |        |        |        |        |        |       |       |        |       |        | MCHDNQ |        |       |        |        |        |        |        | MCHDNQ |       |       |        |       |        |        |       |        |        |        |        |        |        | 41st | 1395 |
| 2005                                                                  | Kenny Wallace   | 92 | Chevy |        |        |        |        |        |        |        |        |        |       |       |        |       |        |        |        |       | CHIDNQ |        |        |        |        |        |       |       |        |       |        |        |       |        |        |        |        |        |        | 41st | 1395 |
| 2005                                                                  | Johnny Miller   | 92 | Chevy |        |        |        |        |        |        |        |        |        |       |       |        |       |        |        |        |       |        |        |        |        | GLN29  |        |       |       |        |       |        |        |       |        |        |        |        |        |        | 41st | 1395 |
| 2005                                                                  | Hermie Sadler   | 92 | Dodge |        |        |        |        |        |        |        |        |        |       |       |        |       |        |        |        |       |        |        |        |        |        |        |       | CAL42 |        |       |        |        |       |        |        |        |        |        |        | 41st | 1395 |
| 2005                                                                  | Joey McCarthy   | 92 | Dodge |        |        |        |        |        |        |        |        |        |       |       |        |       |        |        |        |       |        |        |        |        |        |        |       |       |        | NHA31 |        |        |       |        |        |        |        |        |        | 41st | 1395 |
| 2005                                                                  | Mike Skinner    | 92 | Chevy |        |        |        |        |        |        |        |        |        |       |       |        |       |        |        |        |       |        |        |        |        |        |        |       |       |        |       |        | TALQL† |       |        |        |        |        |        |        | 41st | 1395 |
| 2005                                                                  | P. J. Jones     | 92 | Dodge |        |        |        |        |        |        |        |        |        |       |       |        |       |        |        |        |       |        |        |        |        |        |        |       |       |        |       |        |        | KAN41 |        |        |        |        |        |        | 41st | 1395 |
| 2005                                                                  | P. J. Jones     | 92 | Chevy |        |        |        |        |        |        |        |        |        |       |       |        |       |        |        |        |       |        |        |        |        |        |        |       |       |        |       |        |        |       | CLTDNQ |        |        | TEXDNQ | PHODNQ |        | 41st | 1395 |
| 2005                                                                  | Chad Chaffin    | 92 | Chevy |        |        |        |        |        |        |        |        |        |       |       |        |       |        |        |        |       |        |        |        |        |        |        |       |       |        |       |        |        |       |        | MARDNQ | ATLQL† |        |        | HOMDNQ | 41st | 1395 |
| 2006                                                                  | Chad Chaffin    | 92 | Chevy | DAYDNQ | CAL    |        |        |        |        |        |        |        |       |       |        |       |        |        |        |       |        |        |        |        |        |        |       |       |        |       |        |        |       |        |        |        |        |        |        | 58th | 168  |
| 2006                                                                  | Randy LaJoie    | 64 | Dodge |        |        | LVSDNQ |        |        |        |        |        |        |       |       |        |       |        |        |        |       |        |        |        |        |        |        |       |       |        |       |        |        |       |        |        |        |        |        |        | 58th | 168  |
| 2006                                                                  | Chad Blount     | 92 | Dodge |        |        |        | ATLDNQ | BRIDNQ | MAR42  | TEXDNQ | PHODNQ | TALDNQ | RCH   | DAR   | CLT    | DOV   | POC    | MCH    | SON    | DAY   | CHI    | NHA    | POC    | IND    |        |        |       |       |        |       |        |        |       |        |        |        |        |        |        | 58th | 168  |
| 2006                                                                  | Johnny Miller   | 92 | Chevy |        |        |        |        |        |        |        |        |        |       |       |        |       |        |        |        |       |        |        |        |        | GLNDNQ | MCH    | BRI   | CAL   | RCH    | NHA   | DOV    | KAN    | TAL   | CLT    | MAR    | ATL    | TEX    | PHO    | HOM    | 58th | 168  |
| † - Clasificado pero las ranuras fueron compradas por PPI Motorsports |                 |    |       |        |        |        |        |        |        |        |        |        |       |       |        |       |        |        |        |       |        |        |        |        |        |        |       |       |        |       |        |        |       |        |        |        |        |        |        |      |      |

## Nationwide Series

#### Eric McClure (2008)
En 2008, Front Row Motorsports centró sus esfuerzos en la Serie Nationwide, con Eric McClure conduciendo el No. 24 Hefty Chevrolet, con un mejor resultado en el puesto 15 en Talladega Superspeedway. McClure corrió la temporada completa, a excepción de los circuitos donde Brian Simo corrió con el auto No. 24.
El equipo también trató de comprar la participación del incipiente equipo Specialty Racing, por un tiempo colocando el Chevrolet No. 61 Cone Solvents con el piloto Kevin Lepage. Sin embargo, después de la carrera de julio en Daytona, Specialty Racing contrató a Brandon Whitt para conducir el No. 61 y regresó a Ford, sin tener en cuenta la supuesta compra, lo que llevó a Front Row Motorsports y Kevin Lepage a presentar una demanda contra el equipo. McClure, mientras tanto, terminó el año 21º en puntos. McClure dejó el equipo al final de la temporada 2008, trayendo al patrocinador Hefty y al No. 24 al Team Rensi Motorsports.

#### Tony Raines (2009-2010)
En 2009, Front Row Motorsports corrió el Chevrolet Impala SS No. 34 con el veterano Tony Raines regresando a la serie a tiempo completo. Scott Eggleston fue el jefe de equipo del automóvil, que ha estado con FRM desde 2007. La participación no fue patrocinada en su mayoría, y Jenkins anunció las franquicias de Long John Silver en el automóvil. Raines y su equipo pudieron conducir hasta el cuarto lugar en el Aaron's 312 en Talladega Superspeedway, el primer top 10 o top 5 de FRM en cualquiera de las series, además de terminar en el decimoquinto lugar en Las Vegas y Richmond. Más adelante en la temporada, terminó en sexto lugar bajo la lluvia en el NAPA Auto Parts 200 , y un sólido décimo lugar en Lowes Motor Speedway, terminando el año 12º en puntos de pilotos.
Se anunció que Front Row Motorsports arrendaría su equipo de Nationwide, con Chevrolets, para TriStar Motorsports en 2010 después del anuncio de FRM de convertirse en un equipo Ford respaldado por la fábrica. La asociación terminó con TriStar Motorsports comprando todos los activos restantes del equipo Nationwide de FRM. FRM ya no participa en la Serie Nationwide.

## Serie Camping World Truck

### Historia del camión No. 38

#### Todd Gilliland (2020-presente)

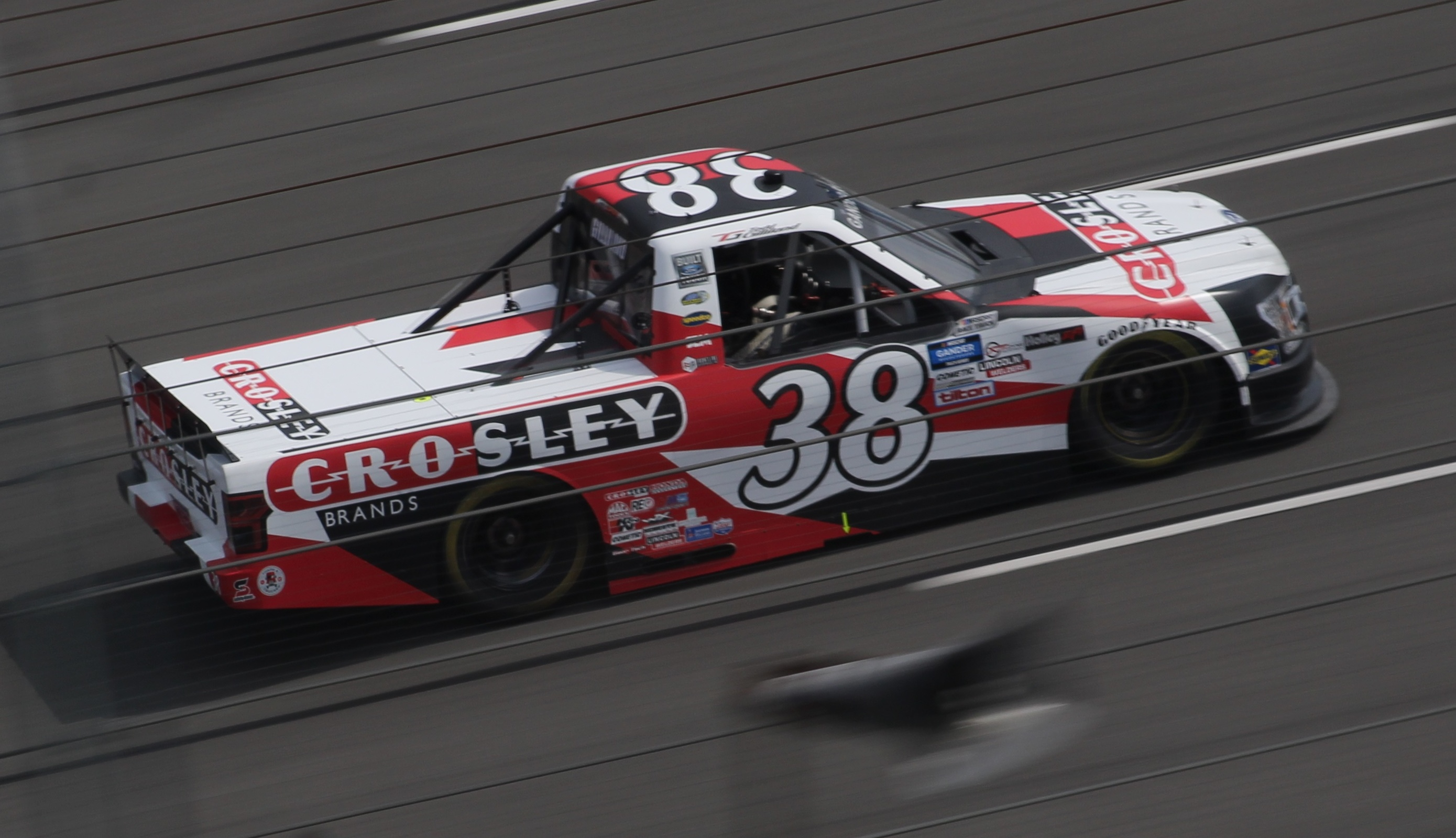
El camión FRM No. 38 de Todd Gilliland en Pocono Raceway en 2020

El 13 de enero de 2020, FRM anunció que intentarían la temporada completa de la NASCAR Gander RV & Outdoors Truck Series en la temporada 2020 con Todd Gilliland conduciendo el Ford No. 38.